# Hillary Clinton
Hillary Diane Rodham Clinton (Chicago, 26 de outubro de 1947) é uma advogada e política norte-americana. Exerceu os cargos de secretária de Estado dos Estados Unidos de 2009 a 2013, senadora por Nova Iorque entre 2001 e 2009, primeira-dama de 1993 a 2001, e foi a candidata do Partido Democrata à presidência na eleição de 2016. Foi a primeira mulher a receber mais votos populares em uma disputa presidencial, mas foi derrotada no Colégio Eleitoral.
Nascida e criada em Chicago, Hillary graduou-se em ciência política pela Wellesley College em 1969, e recebeu o grau de Juris Doctor pela Faculdade de Direito de Yale em 1973. Depois de um período como assessora jurídica do Congresso, mudou-se para o Arkansas e casou-se com Bill Clinton em 1975, um político sulista que governou o Arkansas por vários mandatos. Em 1977, cofundou a associação Advogados em Defesa das Crianças e Famílias do Arkansas, tornou-se a primeira presidente da Corporação de Serviços Jurídicos em 1978 e a primeira sócia do escritório Rose Law Firm em 1979. Enquanto era a primeira-dama do Arkansas, liderou uma força-tarefa que reformou o sistema de ensino do Estado, ao mesmo tempo em que fazia parte do conselho de administração da Walmart, entre outras corporações.
Como primeira-dama dos Estados Unidos, lutou pela igualdade de gênero e a reforma da saúde. Em 1998, seu casamento foi um assunto de muita especulação após o escândalo Lewinsky. Ao término do mandato de Bill, Hillary foi eleita em 2000 a primeira mulher senadora por Nova Iorque. Depois dos ataques de 11 de setembro, votou a favor e apoiou as ações militares no Afeganistão e no Iraque, mas posteriormente se opôs à conduta do governo de George W. Bush na Guerra do Iraque, bem como também se opôs à maioria das políticas nacionais de Bush. Em 2006, foi reeleita senadora com 67% dos votos. Logo depois, concorreu para a nomeação presidencial democrata de 2008, ganhando mais primárias e delegados do que qualquer outra candidata na história do país, mas acabou perdendo a nomeação para o senador Barack Obama.
Como secretária de Estado, esteve na vanguarda da resposta do país à Primavera Árabe, defendeu a intervenção militar na Líbia, lidou com o rescaldo do ataque à embaixada em Bengazi em 2012 e organizou um isolamento diplomático e um regime de sanções internacionais contra o Irã, num esforço para forçar a redução do programa nuclear daquele país. Após deixar o cargo em 2013, publicou o seu quinto livro e fez várias palestras antes de anunciar sua segunda candidatura à presidência na eleição de 2016. Hillary conseguiu mais votos e delegados nas primárias democratas e recebeu a indicação do partido, tornando-se a primeira mulher a ser nomeada candidata à presidência por um grande partido político norte-americano. Apesar de ganhar mais votos populares, acabou sendo derrotada pelo republicano Donald Trump no Colégio Eleitoral. Nos anos seguintes, publicou seu terceiro livro de memórias, fundou uma organização de ação política e foi designada chanceler da Queen's University de Belfast.

## Início de vida e educação

### Primeiros anos

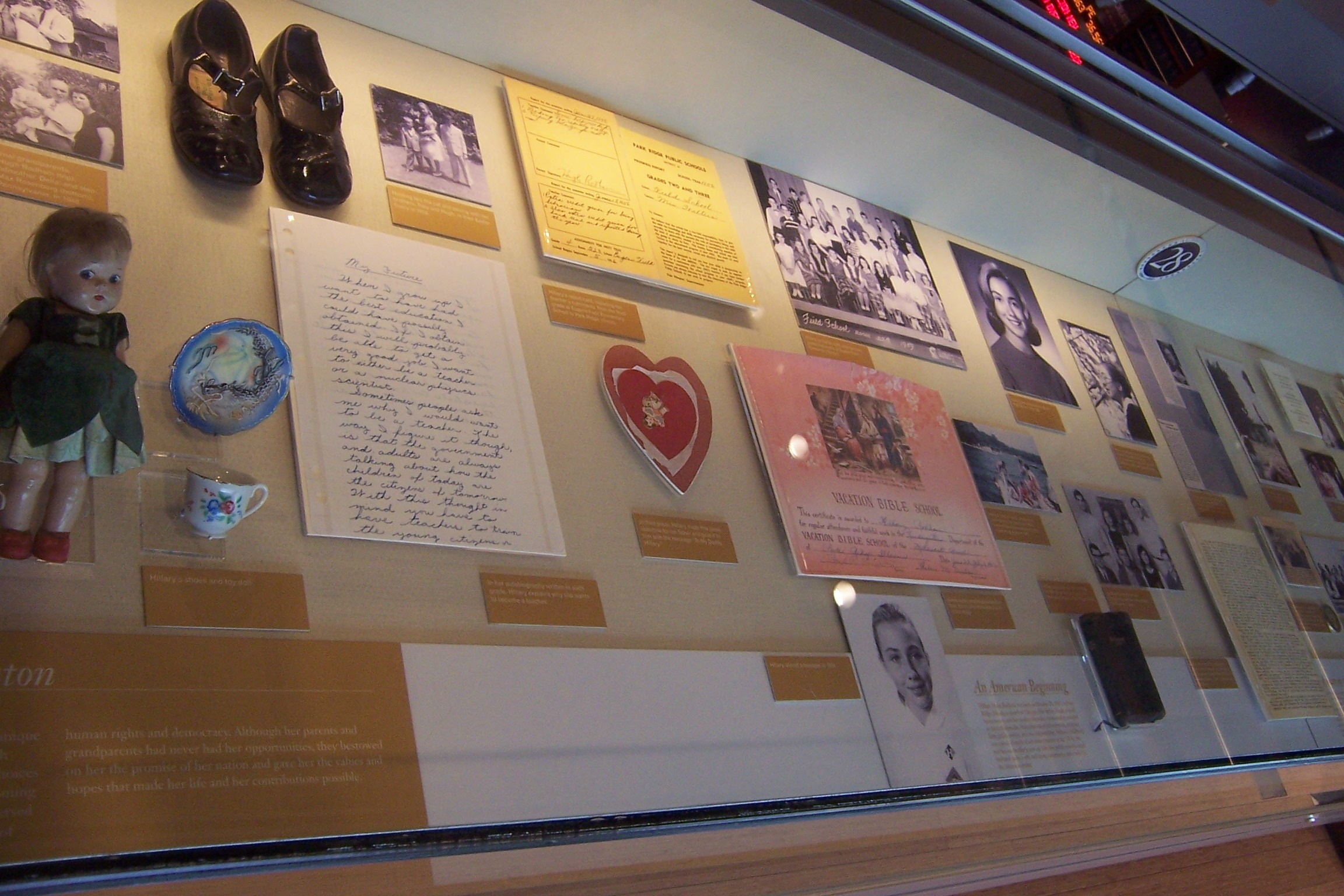
Recordações da juventude de Hillary expostas no Centro Presidencial Bill Clinton

Hillary Diane Rodham nasceu em 26 de outubro de 1947 no Hospital Edgewater em Chicago, Illinois. Foi criada em uma família metodista unida, primeiramente em Chicago, e, após completar três anos de idade, no subúrbio de Park Ridge, Illinois. Seu pai, Hugh Ellsworth Rodham (1911–1993), era descendente de galeses e ingleses, e abriu um pequeno negócio bem-sucedido na indústria têxtil. Sua mãe, Dorothy Emma Howell (1919–2011), era uma dona de casa com ascendência inglesa, escocesa, francesa e galesa. Hillary tem dois irmãos mais novos: Hugh (nascido em 1950) e Tony (nascido em 1954).
Criada em uma família politicamente conservadora, voluntariou-se nos esforços do Partido Republicano para comprovar que os democratas haviam fraudado a eleição presidencial de 1960 na cidade de Chicago. Hillary encontrou evidências e chegou à conclusão de que houve fraude eleitoral contra o republicano Richard Nixon. Também voluntariou-se na campanha presidencial do republicano Barry Goldwater em 1964. Seu desenvolvimento político inicial foi moldado mais por seu professor de história do ensino secundário (como seu pai, um anticomunista fervoroso), que a apresentou ao livro de Goldwater A Consciência de um Conservador, e por seu pastor (como sua mãe, preocupado com questões de justiça social), com quem conheceu o ativista Martin Luther King, Jr. em 1962.
Quando criança, praticava esportes, participava de várias atividades da igreja e ganhou numerosos prêmios como escoteira. Ela iniciou o ensino secundário na Escola de Ensino Secundário Maine Leste, onde participou da associação de estudantes, do jornal e foi selecionada para a Sociedade de Honra Nacional. Para o seu último ano de ensino secundário, foi transferida para a recém criada Escola de Ensino Secundário Maine Sul. Enquanto estudava na Maine Sul, foi finalista do Programa de Bolsas de Mérito Nacional, concorreu sem sucesso contra sete rapazes ao grêmio estudantil, fez parte do comitê de organizações, e graduou-se como uma das melhores alunas da turma de 1965. Sua mãe queria que ela tivesse uma carreira profissional independente, e seu pai sentiu que as habilidades e oportunidades da filha não deveriam ser limitadas por seu gênero.

### Anos na Wellesley College
No outono de 1965, matriculou-se na Wellesley College, uma faculdade para mulheres de Massachusetts. Durante o seu ano de caloura, presidiu a ala jovem das republicanas na Wellesley; identificava-se com o grupo de Nelson Rockefeller, considerado mais moderado e liberal, e apoiou as eleições do prefeito John Lindsay e do senador Edward Brooke. Mais tarde, a medida que suas opiniões sobre o movimento dos direitos civis dos negros e a Guerra do Vietnã mudaram, renunciou ao cargo que tinha na ala jovem do GOP. Em uma carta enviada a seu pastor da época em que era mais jovem, descreveu-se como "uma mente conservadora e um coração liberal". Em contraste com os anos 1960, que preconizavam ações radicais contra o sistema político, procurou trabalhar para a mudança dentro dele.
Em 1968, tornou-se apoiadora da candidatura presidencial do democrata antiguerra Eugene McCarthy. Após o assassinato de Martin Luther King, Jr., organizou uma greve estudantil de dois dias e trabalhou com colegas negras para recrutar mais estudantes e professores negros. No início de 1968, foi eleita presidente da Associação de Governo de Wellesley, permanecendo neste cargo até o início de 1969.
Para ajudá-la a entender melhor suas mudanças de pontos de vista políticos, o professor Alan Schechter ofereceu-lhe um estágio na Conferência Republicana da Câmara; Hillary aceitou o convite e participou do Programa de Estágio de verão da "Wellesley em Washington". Ainda em 1968, foi convidada pelo representante republicano moderado Charles Goodell, que conheceu no estágio em Washington, a ajudar na campanha presidencial de Rockefeller durante as primárias. Como voluntária de Rockefeller, participou da Convenção Nacional Republicana em Miami. No entanto, ficou chateada pela forma em que a campanha de Richard Nixon e Rockefeller retrataram o que percebeu como mensagens racistas "veladas" na convenção, e acabou trocando os republicanos por seu maior rival, o Partido Democrata, naquele mesmo ano. Em sua autobiografia Vivendo a História, escreveu: "Às vezes penso que não fui eu quem deixou o Partido Republicano, mas sim o contrário".
Hillary escreveu sua tese, uma crítica às táticas do organizador comunitário radical Saul Alinsky, sob a orientação do professor Schechter. Em maio de 1969, graduou-se com um bacharel de artes com honras departamentais em ciência política. Pressionada por algumas colegas, tornou-se, em 31 de maio de 1969, a primeira aluna na história da Wellesley College a proferir o discurso de formatura. Em seu discurso afirmou que "o medo está sempre conosco, mas simplesmente não temos tempo para ele. Não agora"., sendo em seu final aplaudida de pé durante sete minutos. Hillary foi destaque em um artigo publicado na revista Life, graças a uma parte do discurso em que criticou o senador Brooke, que havia falado antes dela. Também apareceu nacionalmente no talk show televisivo de Irv Kupcinet. Naquele verão, viajou para o Alasca, onde lavou pratos no Parque Nacional e Reserva de Denali e limpou peixes em uma fábrica temporária de salmão localizada em Valdez, que a despediu após queixar-se das condições insalubres do local.

### Faculdade de Direito de Yale e estudos de pós-graduação
No outono de 1969, ingressou na Faculdade de Direito de Yale, localizada em New Haven, estado de Connecticut. Em Yale, atuou no conselho editorial da publicação Yale Review of Law and Social Action. Durante o seu segundo ano, trabalhou no Centro de Estudos sobre a Criança da Universidade de Yale como assistente de pesquisas para o livro Além dos Melhores Interesses da Criança (1973). Também trabalhou com casos de abuso infantil no Hospital Yale–New Haven e prestou assessoria jurídica gratuita para os pobres. No verão de 1970, conseguiu um emprego no Projeto de Pesquisas de Washington, criado por Marian Wright Edelman, onde foi designada para pesquisar a habitação, saneamento, educação e saúde dos filhos de migrantes, e também assistiu as audiências do subcomitê do Senado sobre trabalho migratório. Edelman mais tarde tornou-se uma importante mentora. Ainda em 1970, foi recrutada pelo conselheiro político Anne Wexler para trabalhar na campanha do candidato democrata ao Senado pelo Connecticut Joseph Duffey; mais tarde, afirmou que Wexler ofereceu o seu primeiro trabalho na política.
No final da primavera de 1971, começou a namorar com Bill Clinton, também um estudante de direito de Yale. Naquele verão, estagiou no escritório de advocacia Treuhaft, Walker e Burnstein, de Oakland, Califórnia. O escritório ficou conhecido por seu apoio aos direitos constitucionais, liberdades civis e causas radicais de extrema-esquerda; neste escritório, trabalhou com guarda de filhos e outros casos. Bill cancelou seus planos originais de verão para acompanhar sua namorada na Califórnia; o casal continuou vivendo juntos em New Haven quando voltaram para a faculdade. No verão de 1972, Hillary e Bill fizeram campanha no Texas para o candidato presidencial democrata George McGovern. Na primavera de 1973, recebeu o grau de Juris Doctor em direito, tendo escrito uma tese sobre direitos das crianças. Para estar perto de Bill, permaneceu um ano a mais do que o necessário em Yale. Após a formatura, viajou pela primeira vez a Europa com Bill, que a propôs em casamento pela primeira vez, mas, incerta se pretendia tê-lo em seu futuro, recusou com um "não, não agora".
Logo em seguida, começou um ano de estudos de pós-graduação sobre crianças e medicina no Centro de Estudos sobre a Criança da Universidade de Yale. Seu primeiro artigo acadêmico, As crianças nos termos da lei, foi publicado na Harvard Educational Review no final de 1973. Neste artigo acadêmico, discutiu o novo movimento de direitos das crianças, afirmou que elas eram "indivíduos impotentes" e argumentou que não deveriam ser consideradas igualmente incompetentes desde o nascimento até atingir a maioridade, mas que os tribunais deveriam presumir competência, exceto quando houvesse evidências contrárias. O artigo passou a ser frequentemente citado neste campo de estudos.

## Casamento e família, carreira jurídica e primeira-dama do Arkansas

### Da Costa Leste para o Arkansas
Durante seus estudos de pós-graduação, trabalhou como advogada do recém-criado Fundo de Defesa das Crianças de Edelman em Cambridge e como consultora do Conselho de Carnegie sobre Crianças. Em 1974, trabalhou na equipe de investigação do impeachment do presidente Richard Nixon em Washington, D.C., assessorando o Comitê Judiciário da Câmara durante o Caso Watergate. Sob a orientação do conselheiro chefe John Doar e do membro sênior Bernard Nussbaum, trabalhou com os procedimentos de investigação, os fundamentos históricos e as regras de um impeachment. O trabalho da comissão culminou com a renúncia de Nixon em agosto de 1974.
Até então, Hillary era vista como alguém com um futuro político brilhante: a consultora democrata Betsey Wright havia se mudado do Texas para Washington no ano anterior para ajudar a orientar sua carreira, e Wright pensou que a jovem advogada tinha o potencial para se tornar uma senadora ou presidente no futuro. Enquanto isso, Bill tinha repetidamente pedido Hillary em casamento, mas ela continuou objetando. Depois de falhar no exame para advogar do Distrito de Colúmbia e passar no exame de Arkansas, chegou a uma decisão-chave de sua vida. Como mais tarde escreveu, "Eu escolhi seguir o meu coração em vez da minha cabeça". Ela decidiu ir com Bill para o Arkansas, em vez de ficar em Washington, onde as perspectivas de carreira eram mais brilhantes. Já no Arkansas, Bill estava lecionando direito e concorrendo a uma vaga na Câmara dos Representantes pelo terceiro distrito. Em agosto de 1974, mudou-se para Fayetteville, e tornou-se uma das duas únicas mulheres que integravam o corpo docente da Faculdade de Direito do núcleo da Universidade do Arkansas localizada em Fayetteville.

### Primeiros anos no Arkansas
Na universidade, Hillary deu aulas de direito penal, sendo considerada uma professora rigorosa. Ela foi a primeira diretora da clínica de assistência jurídica da faculdade, obtendo por meio deste cargo apoio da associação local de advogados e financiamento federal. Entre os casos em que foi obrigada a atuar, por solicitação do tribunal, defendeu um homem acusado de estuprar uma menina de doze anos de idade; Hillary fez uma defesa eficaz que levou o culpado a ter uma pena muito menor. Décadas mais tarde, a vítima disse que a advogada de defesa a tinha colocado "no inferno" durante o processo legal, e Hillary classificou o julgamento como um "caso terrível". Durante seu tempo em Fayetteville, Hillary e diversas outras mulheres fundaram o primeiro centro para defender vítimas de estupro. Naquela altura, ainda tinha dúvidas sobre o casamento por estar preocupada que sua identidade seria perdida e que suas realizações seriam vistas à luz de seu esposo.

Bill e Hillary no dia em que se casaram, em 11 de outubro de 1975

Hillary e Bill compraram uma casa em Fayetteville no verão de 1975 e ela finalmente concordou em se casar. O casamento foi realizado em 11 de outubro de 1975, em uma cerimônia metodista em sua sala de estar. Uma notícia sobre o casamento publicada no Arkansas Gazette indicou que ela decidiu continuar utilizando o seu nome de nascimento. A motivação era manter suas vidas profissionais separadas, evitar aparentes conflitos de interesses e, conforme disse a um amigo na época, "isso mostrou que eu ainda era eu". A decisão chateou sua mãe e sua sogra. Bill perdeu a eleição para o Congresso em 1974 por uma pequena diferença de votos, mas ele foi eleito procurador-geral do Arkansas em novembro de 1976 e, com isso, o casal mudou-se para Little Rock, a capital do estado. Em fevereiro de 1977, tornou-se uma advogada do Rose Law Firm, um respeitável escritório de advocacia com bastante poder político e econômico no estado. Especializou-se em violação de patentes e direitos de propriedade intelectual enquanto também trabalhava pro bono em defesa de crianças; ela raramente trabalhava com litígios nos tribunais.
Hillary manteve seu interesse em direito das crianças e política familiar, e publicou os artigos acadêmicos Políticas para crianças: abandono e negligência, em 1977, e Direitos das Crianças: Uma Perspectiva Legal, em 1979. Este último continuou seu argumento de que a competência legal das crianças dependia de sua idade e outras circunstâncias, e que, em casos graves, a intervenção judicial é justificada. Um dirigente da Associação Americana de Advogados mais tarde disse: "Seus artigos eram importantes, não porque eles eram radicalmente novos, mas porque eles ajudaram a formular algo que tinha sido incipiente". O historiador Garry Wills viria a descrevê-la como "uma das mais importantes estudiosas-ativistas das duas últimas décadas", enquanto alguns conservadores disseram que suas teorias iriam usurpar a autoridade tradicional dos pais.

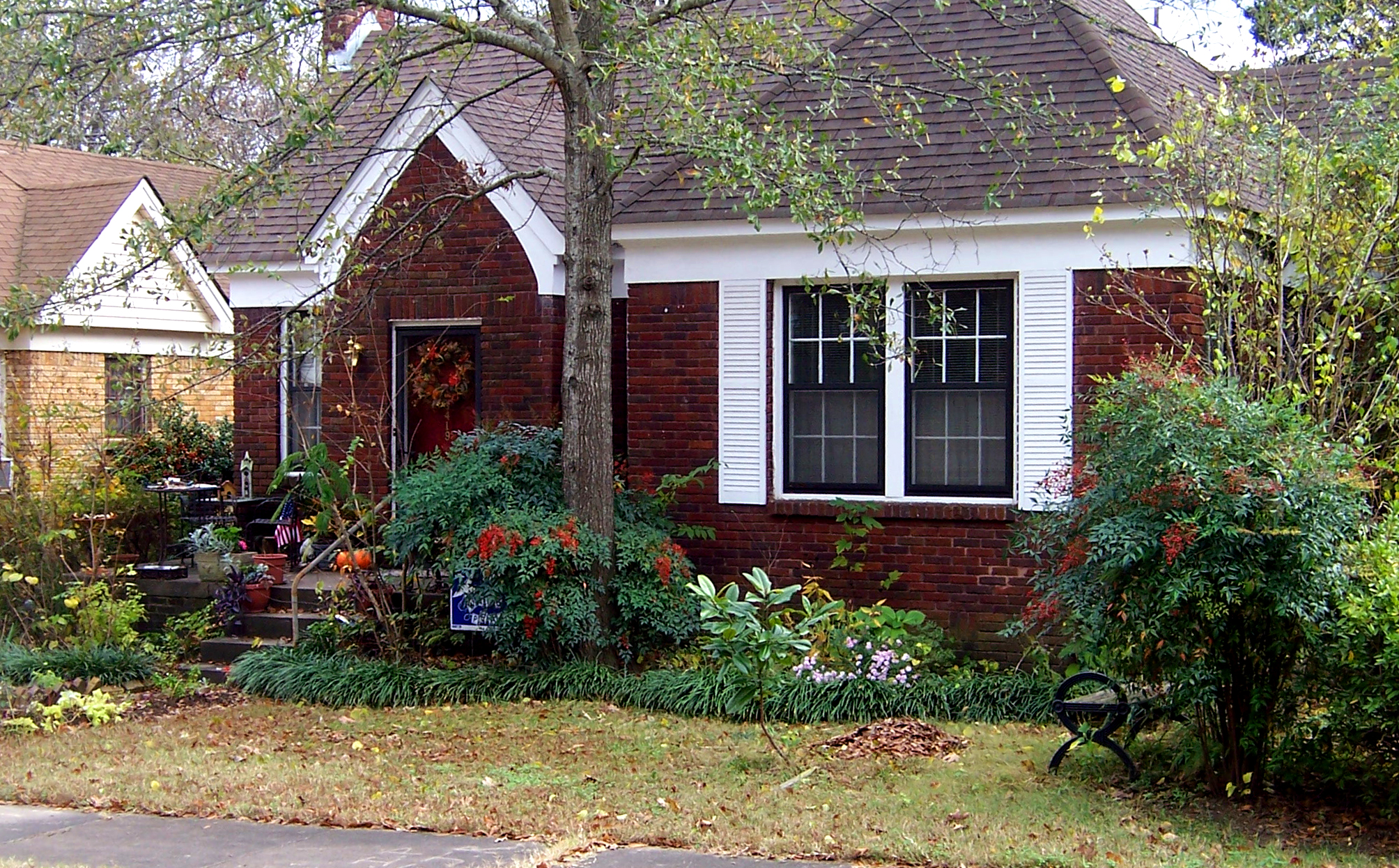
Hillary e Bill viveram nesta casa de 91 metros quadrados em Hillcrest, um bairro de Little Rock, Arkansas, entre 1977 a 1979, enquanto ele era o procurador-geral do estado

Em 1977, cofundou a associação Advogados em Defesa das Crianças e Famílias do Arkansas, uma aliança em nível estadual com o Fundo de Defesa das Crianças. Mais tarde naquele ano, o presidente Jimmy Carter (para quem Hillary tinha sido a diretora de operações de campo da campanha presidencial de 1976 em Indiana) a nomeou para o conselho de administração da Corporação de Serviços Jurídicos, onde trabalhou de 1978 até o final de 1981. A partir de meados de 1978 a meados de 1980, atuou como presidente do conselho, sendo a primeira mulher a ocupar este cargo. Durante seu período como presidente, o financiamento para a Corporação de Serviços Jurídicos foi ampliado de US$ 90 milhões para US$ 300 milhões; posteriormente, lutou com sucesso contra as tentativas do presidente Ronald Reagan de reduzir o financiamento e mudar a natureza da organização.
Em novembro de 1978, Bill foi eleito governador, e Hillary tornou-se a primeira-dama de Arkansas em janeiro de 1979. Bill a nomeou presidente do Comitê Consultivo sobre Saúde Rural no mesmo ano, onde ela garantiu fundos federais para expandir as instalações médicas nas áreas mais pobres de Arkansas sem afetar os honorários médicos. Em 1979, tornou-se a primeira sócia do Rose Law Firm. De 1978 até entrar na Casa Branca, recebeu um salário mais elevado do que o de seu marido. Durante os anos de 1978 e 1979, tentando complementar sua renda, obteve um grande lucro ao negociar contratos futuros de gado bovino; um investimento inicial de US$ 1 000 gerou cerca de US$ 100 000 dez meses após parar de negociar. O casal também começou a investir, juntamente com Jim e Susan McDougal, na Whitewater Development Corporation. A sociedade foi criada com o objetivo de comprar terras na margem sul do rio White, subdividi-las para a construção de residências de férias e depois vender os lotes com lucro. A Whitewater acabou não prosperando e ambos os negócios tornaram-se alvo de controvérsia durante os anos 1990.

### Últimos anos no Arkansas

O governador Bill Clinton e Hillary Clinton durante um jantar com o presidente Ronald Reagan e a primeira-dama Nancy Reagan em fevereiro de 1987

Em 27 de fevereiro de 1980, nasceu sua primeira e única filha Chelsea. Em novembro daquele ano, Bill foi derrotado em sua tentativa de se reeleger. Ele retornou ao cargo de governador depois de vencer a eleição de 1982. Durante a campanha de Bill em 1982, começou a usar o nome Hillary Clinton, e as vezes "Sra. Bill Clinton", para amenizar as preocupações dos eleitores do estado; também tirou uma licença de tempo integral do Rose Law Firm para fazer campanha para o marido. Como primeira-dama do Arkansas novamente, utilizou Hillary Rodham Clinton como seu nome. Foi nomeada presidente do Comitê de Normas Educacionais do Arkansas em 1983, onde tentou reformar o sistema público de educação. Em uma das iniciativas mais importantes do governo Clinton, travou uma batalha prolongada, mas finalmente bem sucedida, contra a Associação de Educação do Arkansas para estabelecer testes obrigatórios para os professores, normas estaduais para o currículo escolar e o tamanho das salas de aula. Em 1985, apresentou o Programa de Instrução Domiciliar Pré-escolar, uma iniciativa que ajudava os pais a trabalhar com seus filhos na preparação pré-escolar e alfabetização. Em 1983, foi nomeada a Mulher do Ano de Arkansas e em 1984 a Mãe do Ano de Arkansas.
Hillary continuou trabalhando no Rose Law Firm em seu segundo período como primeira-dama. Ela ganhava menos do que os outros sócios, mas ainda assim recebeu US$ 200 mil dólares em seu último ano de trabalho. Por ter trazido novos clientes e em partes graças ao prestígio que deu, o escritório a considerava uma "rainmaker". Hillary também foi muito influente na nomeação de juízes estaduais. O oponente republicano de Bill em sua campanha à reeleição em 1986 acusou os Clinton de conflito de interesses, uma vez que o Rose Law Firm fez negócios com o estado; o casal rebateu a acusação, dizendo que as taxas estaduais foram pagas pela empresa perante os seus lucros.
De 1982 a 1988, fez parte do conselho de administração, as vezes como sua diretora, da New World Foundation, que financiou uma variedade de grupos de interesse da nova Esquerda. De 1987 a 1991, foi a primeira presidente da comissão sobre mulheres na profissão de advocacia da Associação Americana de Advogados. A comissão foi criada para abordar os preconceitos de gênero na carreira e induzir a associação a adotar medidas para combatê-lo. Foi duas vezes nomeada pelo The National Law Journal como uma das cem advogadas mais influentes dos Estados Unidos; em 1988 e em 1991. Quando Bill pensou em não concorrer novamente para governador em 1990, considerou concorrer para sucedê-lo, mas pesquisas privadas indicaram números desfavoráveis. Apesar disso, Bill concorreu novamente e foi reeleito.
Hillary fez parte dos conselhos de administração do Hospital da Criança do Arkansas (1988–1992) e do Fundo de Defesa das Crianças (como presidente, 1986–1992). Além das funções que ocupou em organizações sem fins lucrativos, também ocupou cargos no conselho de diretoria das empresas TCBY (1985–1992), Wal-Mart Stores (1986–1992) e Lafarge (1990–1992). TCBY e Wal-Mart também eram clientes do Rose Law Firm. Foi a primeira mulher a integrar o conselho da Wal-Mart, sendo nomeada após a pressão que o presidente Sam Walton estava sofrendo para nomear uma mulher para o conselho. Como integrante do conselho da Wal-Mart Stores, ajudou com sucesso na adoção de práticas ambientalmente mais amigáveis, mas foi muito mal sucedida em uma campanha para que mais mulheres pudessem fazer parte da empresa, e ficou em silêncio sobre a companhia ter a fama de práticas anti-sindicais.

### Campanha presidencial de Bill Clinton em 1992

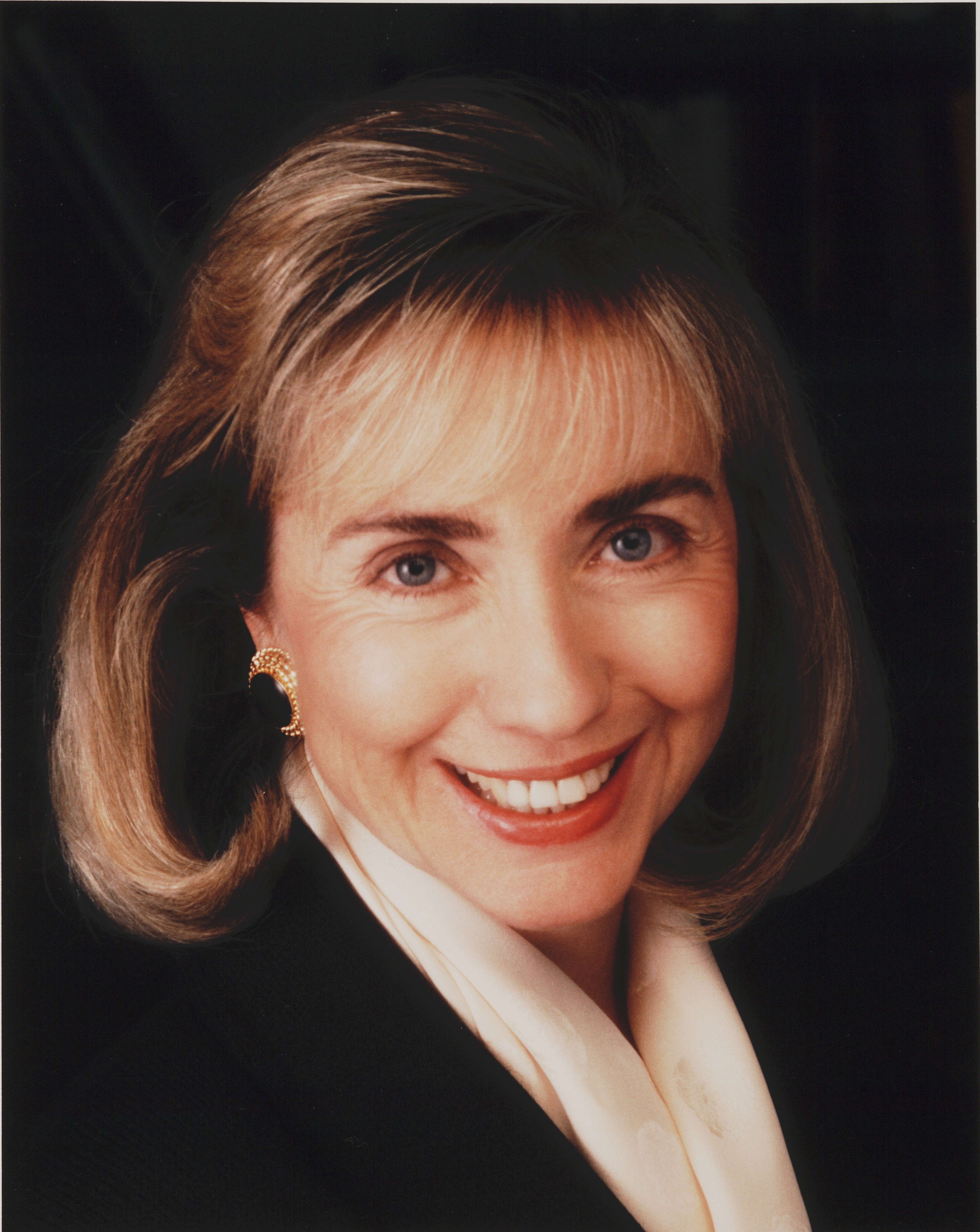
Hillary Clinton em 1992

Hillary Clinton recebeu atenção nacional pela primeira vez quando seu marido tornou-se um candidato para a nomeação presidencial democrata de 1992. Antes da primária de Nova Hampshire, publicações impressas de tabloides alegaram que Bill havia se envolvido em um caso extraconjugal com a cantora Gennifer Flowers, do Arkansas. Em resposta, os Clinton apareceram juntos no programa 60 Minutes, onde Bill negou o caso, mas reconheceu que "causou dor no meu casamento". Esta aparição conjunta foi creditada como a salvação da campanha. Durante a disputa, Hillary fez comentários depreciativos sobre Tammy Wynette e sua visão sobre o casamento, e sobre as mulheres que ficam em casa assando biscoitos e fazendo chás, que, segundo ela própria, foram comentários irrefletidos. Bill afirmou que se fosse eleito o país "teria dois pelo preço de um", referindo-se ao papel de destaque que sua esposa teria em um eventual governo. O artigo The Lady Macbeth of Little Rock, escrito por Daniel Wattenberg em agosto de 1992 para a revista The American Spectator, explorou seu passado ideológico e ético, que foi atacado pelos conservadores. Pelo menos outros vinte artigos das principais publicações também fizeram comparações entre ela e Lady Macbeth.

## Primeira-dama dos Estados Unidos

### Papel como primeira-dama

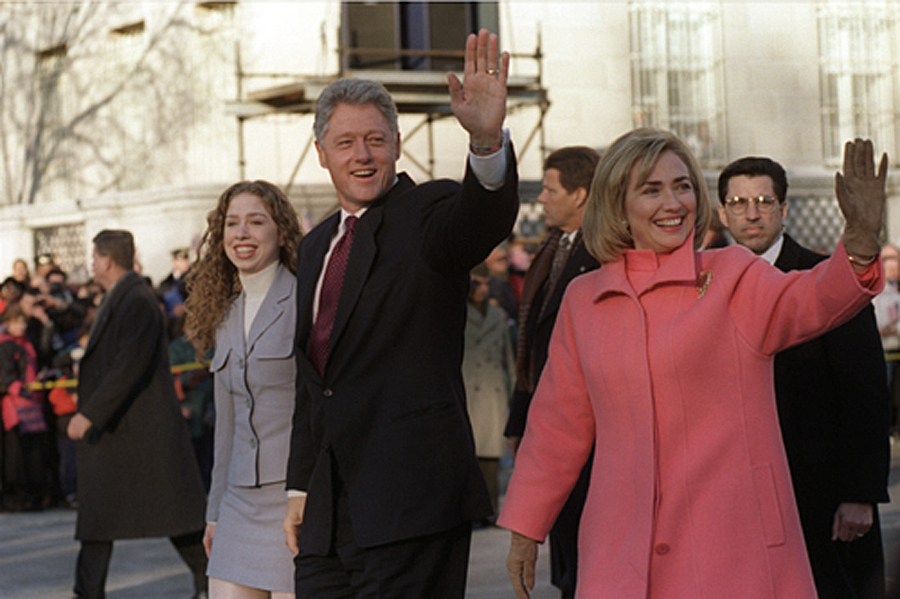
A família Clinton caminhando na Avenida Pensilvânia durante a segunda posse de Bill, em 20 de janeiro de 1997

Quando Bill Clinton tomou posse como presidente em 20 de janeiro de 1993, Hillary Rodham Clinton tornou-se a 44ª primeira-dama dos Estados Unidos, e seu secretário de imprensa reiterou que ela estaria usando estes três nomes. Foi a primeira primeira-dama a ter uma pós-graduação e ter sua própria carreira profissional até o momento em que passou a morar na Casa Branca. Também foi a primeira a ter um escritório na Ala Oeste da Casa Branca, além dos escritórios habituais da primeira-dama na Ala Leste. Hillary ajudou seu marido nas nomeações feitas para o novo governo, e escolheu pessoas para ocupar pelo menos onze cargos de nível superior e vários outros de nível inferior. Depois de Eleanor Roosevelt, é considerada a mais poderosa esposa de um presidente da história do país.
Alguns críticos consideraram inadequado que a primeira-dama desempenhasse um papel central em questões de política pública. Os defensores argumentaram que o papel de Hillary na política não foi diferente do de outros assessores da Casa Branca e que os eleitores estavam bem cientes de que ela iria desempenhar um papel ativo na presidência do marido. A promessa de campanha de Bill de que o país teria "dois pelo preço de um" levou seus adversários a referirem-se pejorativamente ao casal como "copresidentes" ou, em algumas vezes, "Billary", um apelido que eles receberam ainda no Arkansas. As ideias conflitantes sobre o papel que uma primeira-dama deveria desempenhar fez com que tivesse "discussões imaginárias" com a também politicamente ativa Eleanor Roosevelt.
Desde quando passou a morar em Washington, também encontrou refúgio em um grupo de oração, que contou com muitas esposas de figuras conservadoras da capital federal. Desencadeado em parte pela morte de seu pai em abril de 1993, procurou publicamente encontrar uma síntese dos ensinamentos metodistas, e a "política de sentido" do editor Michael Lerner para superar o que viu como um "vazio espiritual no coração da sociedade americana"; o que a levaria a ter a vontade de "remodelar a sociedade pela redefinição do que significa ser um ser humano no século XX, na passagem para um novo milênio". Outros seguimentos do público focaram em sua aparência, que tinha evoluído consideravelmente desde seus dias no Arkansas, o que lhe rendeu uma capa na revista Vogue em dezembro de 1998.

### Saúde pública e outras iniciativas políticas
Em janeiro de 1993, o presidente Clinton nomeou sua esposa para chefiar a Força-Tarefa para a Reforma do Sistema de Saúde, na esperança dela repetir o sucesso que havia feito ao liderar os esforços para a reforma da educação no Arkansas. Não convencida a respeito dos méritos do Tratado Norte-Americano de Livre Comércio (NAFTA), insistiu privadamente a dar maior prioridade para a aprovação da reforma do sistema de saúde. A força-tarefa ficou conhecida como o Plano de assistência médica de Clinton, uma proposta abrangente que exigiria que empregadores fornecessem a cobertura de saúde a seus empregados, além de outras providências. Seus adversários rapidamente ridicularizaram o plano, chamando-o de "Hillarycare"; alguns manifestantes contrários tornaram-se agressivos, e, em julho de 1994, durante uma de suas viagens para conseguir apoio ao plano, usou um colete à prova de balas, seguindo a recomendação do Serviço Secreto.

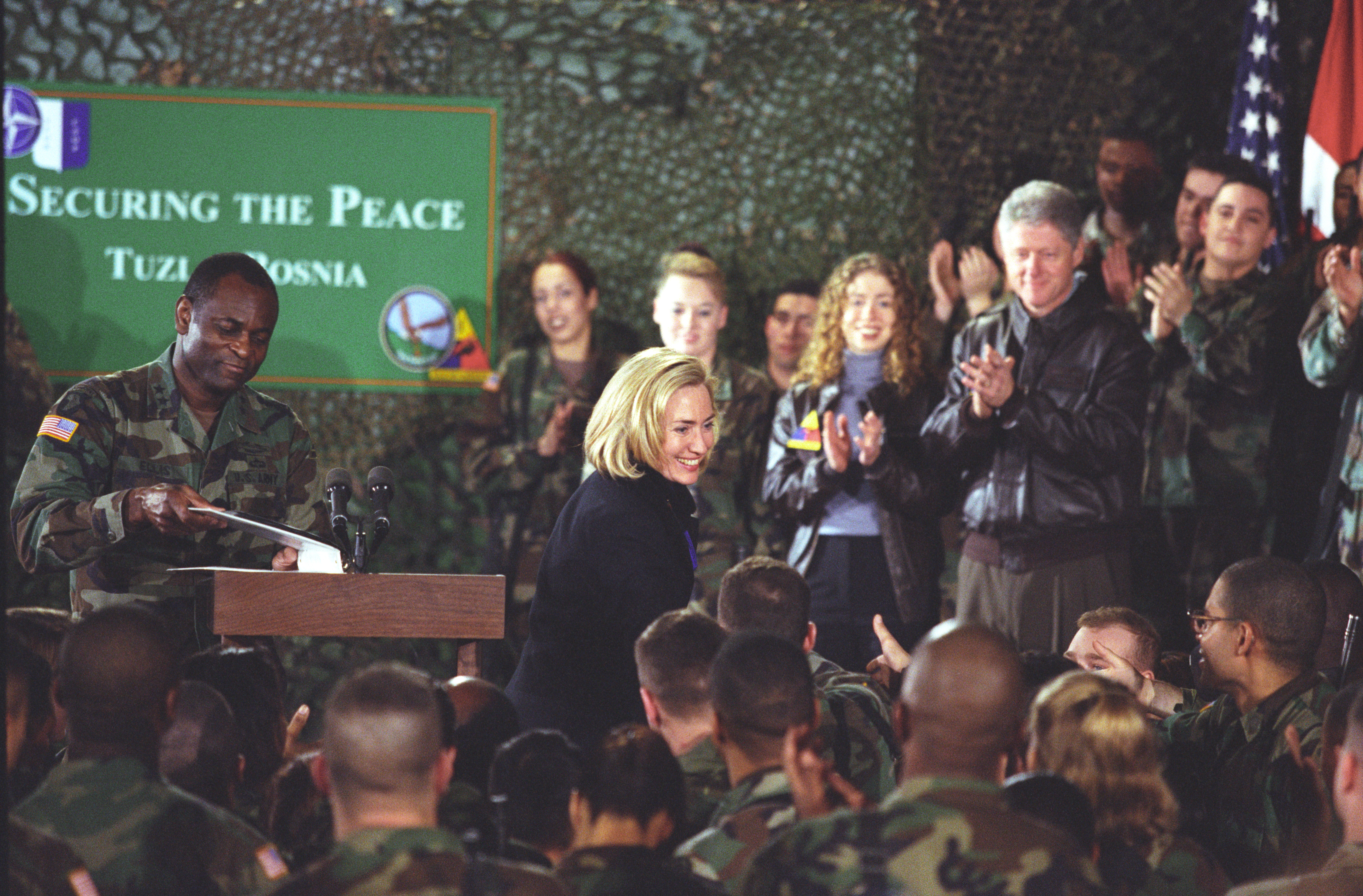
Hillary cumprimentando tropas norte-americanas na Base Aérea de Tuzla, Bósnia, durante uma visita em dezembro de 1997

Incapaz de reunir apoio suficiente para uma votação no plenário, tanto na Câmara quanto no Senado, embora os democratas controlassem ambas, a proposta de reforma foi abandonada em setembro de 1994. Hillary reconheceu mais tarde em seu livro de memórias que sua inexperiência política em parte contribuiu para a derrota, mas citou muitos outros fatores. Os seus índices de aprovação, que tinha sido geralmente em 50% em 1993, caíram para 44% em abril de 1994 e 35% em setembro daquele ano.
Os republicanos tornaram o plano dos Clinton de reforma da saúde um grande tema de campanha das eleições de meio de mandato de 1994, quando eles retomaram o controle da Câmara e do Senado; muitos analistas e pesquisadores descobriram que o plano foi um fator importante na derrota dos democratas, especialmente entre os eleitores independentes. A Casa Branca posteriormente procurou minimizar o papel de Hillary na formulação da política. Os opositores do sistema de saúde universal continuaram usando o termo "Hillarycare" como um rótulo pejorativo para planos semelhantes propostos por outras pessoas.

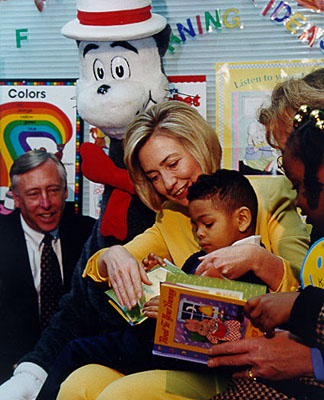
Hillary lendo para uma criança durante o Read Across America Day de 1998

Juntamente com os senadores Ted Kennedy e Orrin Hatch, foi uma força por trás da aprovação do Programa de Seguro de Saúde para Crianças em 1997, um esforço federal que forneceu o apoio do estado para as crianças cujos pais não podiam fornecer-lhes assistência médica, e, quando tornou-se lei, conduziu os esforços de divulgação para que as crianças fossem inscritas no programa. Ela promoveu a imunização contra doenças infantis em todo o país e incentivou as mulheres mais velhas a fazerem mamografia para detectar o câncer de mama, com cobertura fornecida pelo Medicare. Ajudou a aumentar o financiamento das pesquisas para a cura do câncer de próstata e asma na infância no Instituto Nacional da Saúde. Ela trabalhou para investigar os relatos de uma doença que afetou os veteranos da Guerra do Golfo, que ficou conhecida como a síndrome da Guerra do Golfo.
Com a procuradora-geral Janet Reno, Hillary ajudou a criar o Escritório para a Violência Contra as Mulheres no Departamento de Justiça. Em 1997, iniciou e conduziu a aprovação da Lei da Adoção e da Segurança Familiar, que considerava como sua maior realização como primeira-dama. Em 1999, foi fundamental para a aprovação da Lei dos Adotivos Independentes, que dobrou as verbas federais para adolescentes que envelheceram em um orfanato. Enquanto primeira-dama, organizou numerosas conferências da Casa Branca, inclusive sobre Assistência à Infância (1997), Desenvolvimento e Aprendizagem da Primeira Infância (1997), e sobre Crianças e Adolescentes (2000). Também organizou a primeira conferência da Casa Branca sobre Adolescentes (2000) e Filantropia (1999).
Hillary viajou para 79 países durante seus anos na Casa Branca, quebrando o recorde de primeira-dama mais viajada estabelecido por Pat Nixon. Ela não possuía uma habilitação de segurança ou participou de reuniões do Conselho de Segurança Nacional, mas desempenhou um papel na diplomacia norte-americana, alcançando alguns de seus objetivos. Em março de 1995, viajou para cinco países do Sul da Ásia, a pedido do Departamento de Estado e sem o marido, para melhorar as relações com a Índia e o Paquistão. Hillary ficou preocupada com a situação das mulheres que encontrou, mas recebeu uma recepção calorosa das pessoas dos países em que visitou e melhorou seu relacionamento com a imprensa norte-americana. A viagem foi uma experiência transformadora para ela e pressagiou sua eventual carreira diplomática.

Hillary durante seu famoso discurso na Quarta Conferência Mundial sobre as Mulheres, em setembro de 1995

Em um discurso em setembro de 1995, antes da Quarta Conferência Mundial sobre as Mulheres em Pequim, Hillary argumentou com ênfase contra as práticas que abusam de mulheres em todo o mundo, e disse que "já não é mais aceitável discutir os direitos das mulheres como se estes fossem separados dos direitos humanos". Delegados de mais de 180 países a ouviram dizer: "Se há uma mensagem que ecoa adiante desta conferência, é que os direitos humanos são os direitos das mulheres e os direitos das mulheres são direitos humanos, de uma vez por todas". Ao proferir estas palavras, resistiu tanto a pressão interna do governo quanto a pressão chinesa para suavizar suas observações. O discurso tornou-se um momento-chave no empoderamento feminino e nos anos seguintes mulheres repetiram ao redor do mundo as frases de seu discurso. Ela foi uma das figuras internacionais mais proeminentes durante o final da década de 1990 a falar contra o tratamento que as mulheres afegãs recebiam do Taliban, e ajudou a criar a Vozes Vitais, uma iniciativa internacional patrocinada pelos Estados Unidos para promover a participação das mulheres nos processos políticos de seus países. Tal iniciativa e as visitas de Hillary a Irlanda do Norte encorajaram as mulheres daquele país a fazerem-se ouvir no processo de paz com o Exército Republicano Irlandês (IRA).

### Whitewater e outras investigações
A controvérsia de Whitewater foi um foco de atenção da mídia, iniciado após uma reportagem do The New York Times em março de 1992, que durou no período da campanha presidencial e enquanto foi primeira-dama. Os Clinton tinham perdido  no final da década de 1970 o investimento que fizeram na Whitewater Development Corporation; ao mesmo tempo, seus sócios no investimento, Jim e Susan McDougal, administravam a Madison Guaranty, uma empresa de poupança e empréstimo que contratou os serviços jurídicos do Rose Law Firm e supostamente subsidiou indevidamente as perdas sofridas pela Whitewater. A Madison Guaranty mais tarde faliu, e o trabalho de Hillary no escritório de advocacia Rose foi examinado como sendo um possível conflito de interesse por ela ter representado a instituição financeira antes de reguladores estaduais que seu marido tinha designado. Ela alegou que tinha feito o mínimo de trabalho para a empresa. Os conselheiros independentes Robert Fiske e Kenneth Starr intimaram a primeira-dama a ver os seus registros financeiros, e ela respondeu-lhes que não sabia onde estavam. Os registros foram encontrados na Casa Branca depois de uma busca de dois anos e foi entregue aos investigadores no início de 1996. O aparecimento tardio dos registros despertou um interesse intenso e outro inquérito sobre como eles surgiram e onde estavam foi instaurado. A equipe da primeira-dama atribuiu o problema a mudanças contínuas em áreas de armazenamento da Casa Branca. Em 26 de janeiro de 1996, tornou-se a primeira primeira-dama a ser intimada para depor perante um grande júri federal. Depois das investigações de vários conselheiros independentes, um relatório final foi emitido em 2000, e concluiu que não havia provas suficientes de que ela havia se envolvido em um delito penal.

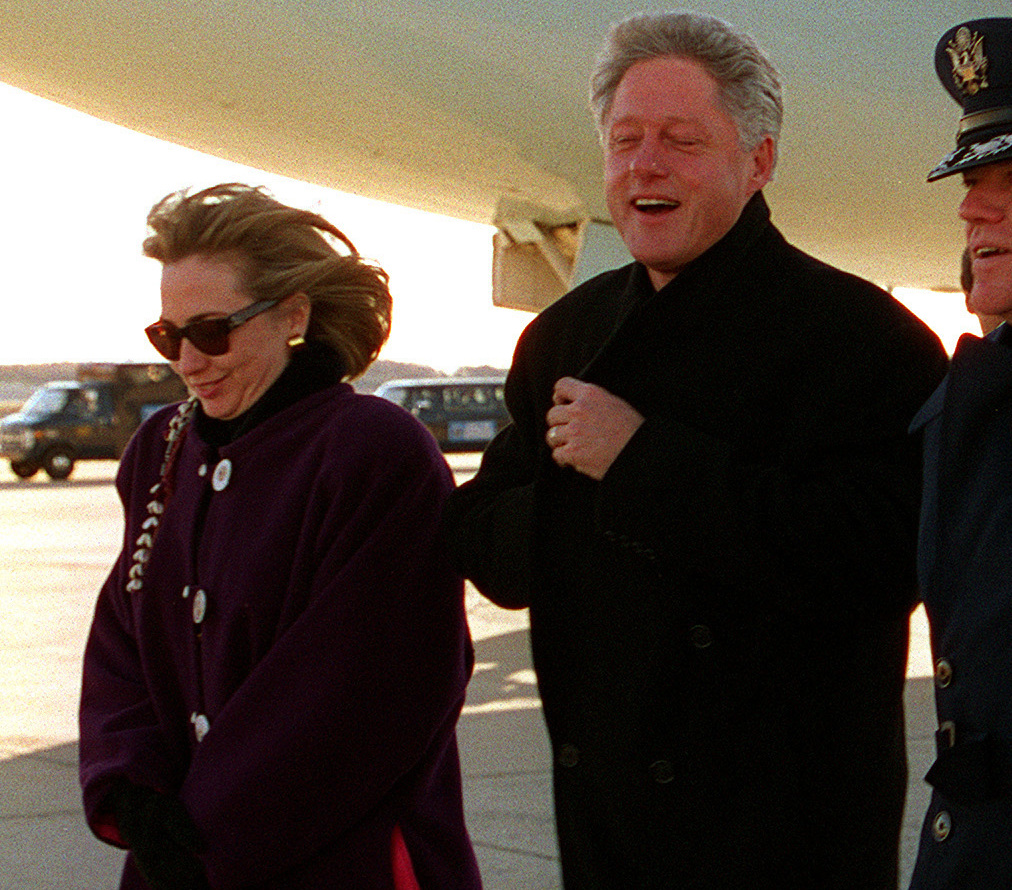
Bill e Hillary em 1996

Na sequência do suicídio do vice-conselheiro Vince Foster em julho de 1993, foram feitas alegações de que a primeira-dama ordenou a remoção de documentos potencialmente prejudiciais (relacionados a Whitewater e outros assuntos) do escritório de Foster na noite de sua morte. O conselheiro independente Kenneth Starr investigou esta alegação, e, em 1999, foi relatado que Starr estava segurando o inquérito aberto, apesar de sua equipe ter lhe dito que não havia nada a ser feito. Quando Robert Ray, sucessor de Starr, emitiu seus relatórios finais sobre Whitewater em 2000, não foram apresentadas alegações contra Hillary em relação a este caso.
As demissões de funcionários do Escritório de Viagens da Casa Branca em maio de 1993, um caso que ficou conhecido como "Travelgate", começou com acusações de que a Casa Branca tinha usado irregularidades financeiras auditadas nas operações do Escritório de Viagens como uma desculpa para substituir os funcionários por seus amigos do Arkansas. A descoberta de um memorando de dois anos em 1996 fez com que a investigação se concentrasse sobre se Hillary havia orquestrado as demissões e se as declarações que ela fez para os investigadores sobre seu papel nas demissões eram verdadeiras. O relatório final do conselheiro independente divulgado em 2000 concluiu que ela estava envolvida nas demissões e que tinha feito declarações "factualmente falsas", mas, como não havia provas suficientes de que ela sabia que as declarações eram falsas ou que suas ações levaria a demissões, não foi aberto nenhum processo.
Uma consequência das investigações sobre Travelgate foi a descoberta em junho de 1996 de que a Casa Branca teve acesso indevido a centenas de relatórios do FBI sobre ex-funcionários do governo republicano, um caso que alguns chamaram de "Filegate". Foram feitas acusações de que Hillary tinha pedido estes arquivos e que tinha recomendado a contratação de uma pessoa não qualificada para chefiar o Escritório de Segurança da Casa Branca. O relatório final do conselheiro independente em 2000 não encontrou nenhuma evidência substancial ou credível de que ela teve qualquer papel ou mostrou má conduta neste caso.
Em março de 1994, reportagens de jornais revelaram seus lucros espetaculares nos contratos futuros de gado bovino. Foram feitas alegações de conflito de interesse e subornos disfarçados, e várias pessoas analisaram os registros de negociação, mas nenhuma investigação formal foi feita e ela nunca foi acusada de qualquer delito.

### Resposta ao escândalo Lewinsky

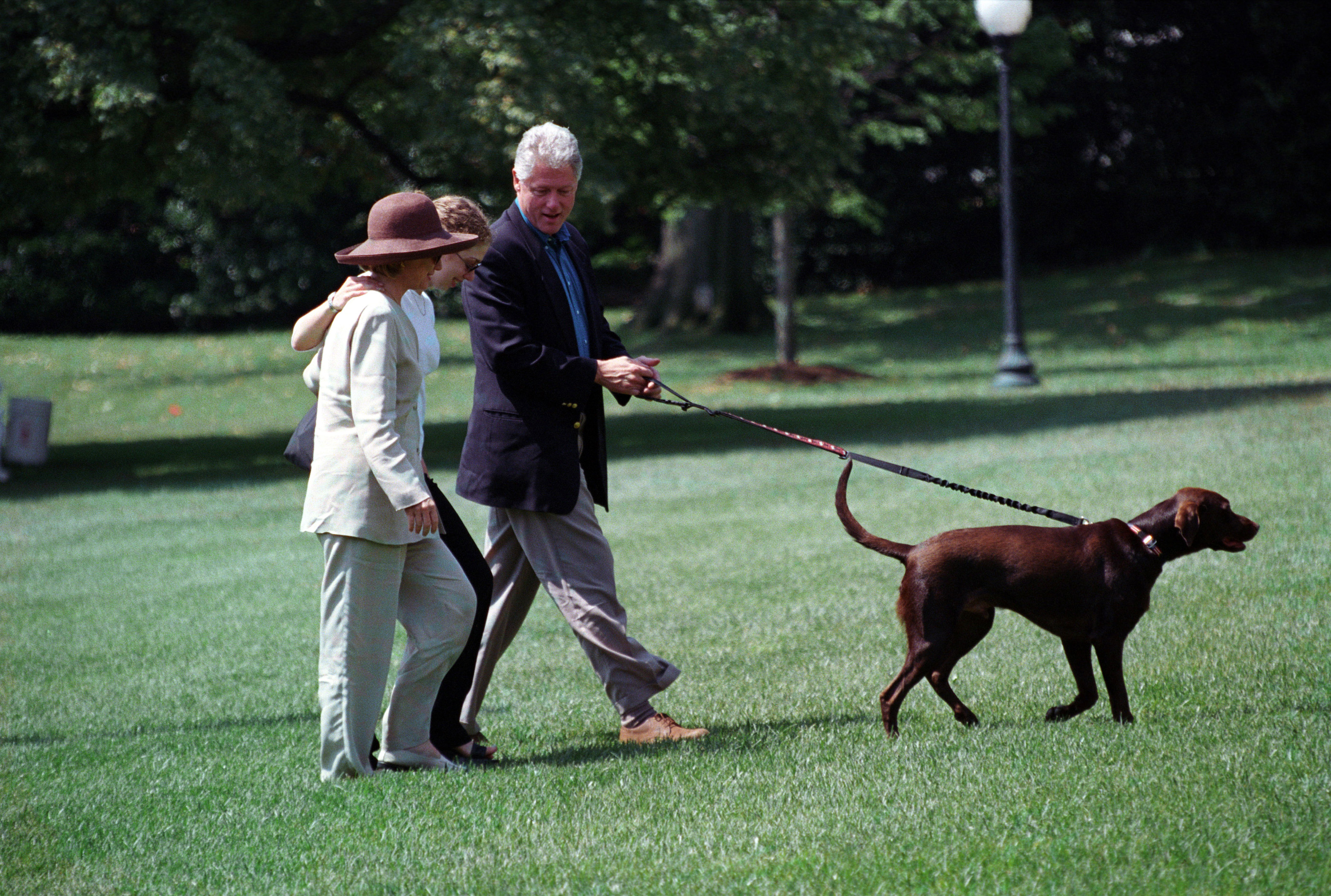
Hillary, Chelsea e Bill com o cão Buddy na Casa Branca, em agosto de 1998

Em 1998, a relação do casal Clinton tornou-se um assunto de muita especulação quando investigações revelaram que o presidente tinha tido relações extraconjugais com a estagiária da Casa Branca Monica Lewinsky. As investigações do escândalo Lewinsky levaram ao impeachment de Bill pela Câmara dos Representantes, sendo depois absolvido pelo Senado. Quando as acusações contra seu marido tornaram-se públicas, afirmou que elas eram o resultado de uma "vasta conspiração de direita", caracterizando as acusações como a último de uma organizada, longa, e colaborativa série de ataques dos inimigos políticos do presidente. Mais tarde, disse que tinha sido induzida ao erro pelas alegações iniciais do marido de que nenhum caso tinha ocorrido. Após as provas de encontros do presidente com Lewinsky tornarem-se incontestáveis, emitiu uma declaração pública reafirmando seu compromisso com o seu casamento, mas privadamente foi relatado que ela estava furiosa com ele e não tinha certeza se queria continuar casada. Os funcionários da residência privada da Casa Branca notaram um nível acentuado de tensão entre o casal durante este período.
A reação do público foi variada: algumas mulheres admiravam sua força e equilíbrio em assuntos particulares tornados públicos, alguns simpatizavam com ela como uma vítima de um comportamento insensível de seu marido, outros a criticaram por não ter se separado, enquanto outros a acusaram de cinismo por permanecer em um casamento fracassado como forma de manter ou mesmo promover a sua própria influência política. Na sequência das revelações do escândalo, seus índices de aprovação dispararam para perto de 70%, os mais elevados até os dias atuais. Em seu livro de memórias de 2003, atribuiu a decisão de continuar casada a "um amor que persiste há décadas" e acrescentou: "Ninguém me entende melhor e ninguém pode me fazer rir da forma como Bill faz. Mesmo depois de todos esses anos, ele ainda é a pessoa mais interessante, energizada e plenamente viva que eu já conheci".
Os assuntos envolvendo o escândalo Lewinsky deixaram Bill Clinton com substanciais despesas legais; em 2014, Hillary afirmou que ela e Bill haviam deixado a Casa Branca "não só quebrados, mas em dívida". A declaração pode ter sido literalmente exata, mas ignorou o potencial de enormes ganhos que um ex-presidente pode ter dando discursos pagos ao deixar o cargo, bem como a capacidade do casal de conseguir empréstimos bancários.

### Deveres tradicionais

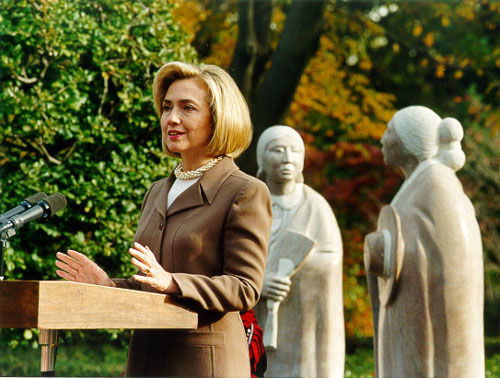
Hillary discursando no Jardim Jacqueline Kennedy, em outubro de 1997

Hillary foi a presidente fundadora do programa Salve os Tesouros da América, um esforço nacional instituído em 1998 com o objetivo de preservar e restaurar itens e sítios históricos, incluindo a bandeira que inspirou o hino nacional "The Star-Spangled Banner" e o Sítio Histórico das Primeiras-damas em Canton, Ohio. Ela chefiou o Conselho do Milênio da Casa Branca e hospedou as "Noites do Milênio", uma série de palestras que discutiram estudos futuros, uma das quais tornou-se o primeiro webcast simultâneo ao vivo a partir da Casa Branca. Além disso, Hillary criou a primeira escultura de jardim da Casa Branca, que foi colocada no Jardim Jacqueline Kennedy, onde também foram exibidas grandes obras contemporâneas norte-americanas emprestadas por museus.
No interior da residência oficial, Hillary colocou artesanatos doados por artesãos contemporâneos do país, como cerâmica e vidro, em exposição rotativa nos salões nobres. Ela supervisionou a restauração da Sala Azul para ser historicamente autêntica ao período de James Monroe e da Sala de Mapas para ser como era na época da Segunda Guerra Mundial. Trabalhando com o decorador de interiores do Arkansas Kaki Hockersmith durante oito anos, ela supervisionou os esforços extensivos e a redecoração em torno do edifício financiada pelo setor privado, muitas vezes tentando fazer com que este ficasse mais brilhante. No geral, as redecorações receberam comentários mistos, sendo que os móveis vitorianos para o Lincoln Sitting Room foram mais criticados.
Hillary recebeu muitos eventos de grande escala na Casa Branca, como a recepção do Dia de São Patrício, um jantar de Estado oferecido a dignitários chineses, um concerto de música contemporânea que levantou fundos para a educação musical nas escolas públicas, uma celebração da véspera de Ano Novo realizada na virada do século XXI, e um jantar de Estado em homenagem ao bicentenário da residência oficial em novembro de 2000.

## Eleição para o Senado em 2000

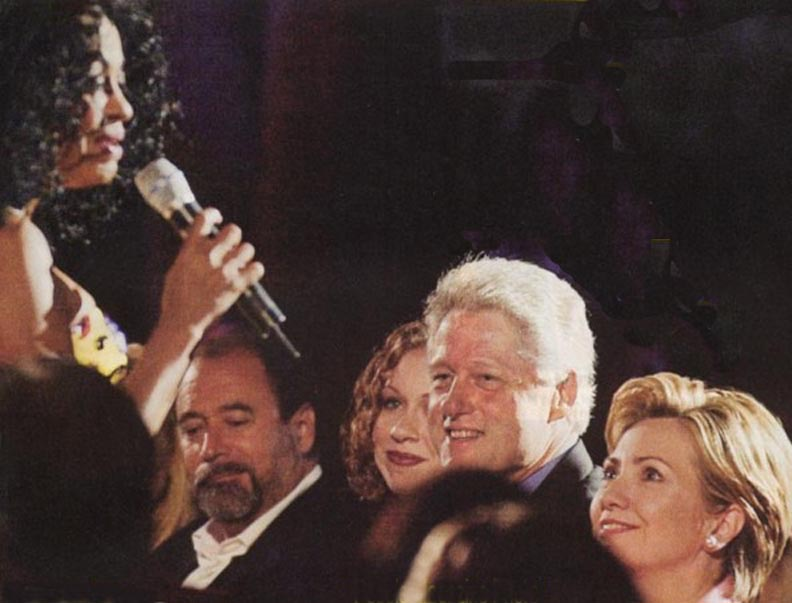
Os Clinton assistindo a uma apresentação da cantora Diana Ross durante um evento de arrecadação de fundos para a campanha de Hillary ao Senado, em agosto de 2000

Quando o senador democrata pelo Estado de Nova Iorque Daniel Patrick Moynihan, no cargo desde 1977, anunciou sua aposentadoria em novembro de 1998, várias figuras democratas proeminentes, como o representante nova-iorquino Charles B. Rangel, instaram Hillary a concorrer à vaga aberta por Moynihan para o ciclo eleitoral de 2000. Após ela decidir concorrer, os Clinton compraram uma casa em Chappaqua, localizada no norte da cidade de Nova Iorque, em setembro de 1999. Ela tornou-se a primeira primeira-dama dos Estados Unidos a ser candidata a um cargo eletivo. Inicialmente, era esperado que enfrentasse na eleição geral Rudy Giuliani, o prefeito republicano de Nova Iorque. No entanto, Giuliani desistiu de uma candidatura ao Senado em maio de 2000, após ser diagnosticado com câncer de próstata e questões relacionadas ao seu casamento tornaram-se públicas, e Hillary acabou concorrendo contra Rick Lazio, um membro republicano da Câmara dos Representantes pelo segundo distrito congressional.
Ao longo da campanha, seus opositores a acusaram de ser uma aventureira política, uma vez que nunca residiu em Nova Iorque nem participou da política estadual antes de se candidatar. Hillary começou sua campanha visitando todos os condados e ouvindo pequenos grupos de pessoas. Dedicou um tempo considerável em regiões tradicionalmente republicanas do interior. Ela prometeu melhorar a situação econômica destas aéreas, afirmando que seu plano econômico iria criar duzentos mil empregos em Nova Iorque ao longo de seu mandato. O plano incluía créditos fiscais para recompensar a criação de empregos e incentivar o investimento empresarial, especialmente no setor de alta tecnologia. Também propôs cortes de impostos pessoais nas mensalidades das faculdades e em cuidados médicos de longa duração.
A disputa atraiu atenção nacional. Em um debate de setembro, Lazio dirigiu-se ao púlpito de Hillary para pedir que assinasse um acordo de angariação de fundos, o que foi visto por muitos como uma invasão do espaço pessoal. As campanhas de Hillary e Lazio, juntamente com os esforços iniciais de Giuliani, gastaram entre US$ 70 a US$ 90 milhões, estabelecendo naquele momento um recorde de gastos em eleições para o senado. Em 7 de novembro, venceu a eleição com 55% dos votos válidos, contra 43% de Lazio. Foi empossada no Senado dos Estados Unidos em 3 de janeiro de 2001.

## Senadora dos Estados Unidos por Nova Iorque

### Primeiro mandato

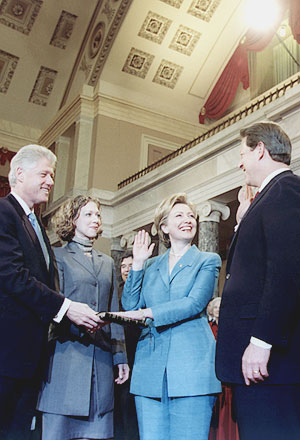
Reconstituição da posse de Hillary como senadora dos Estados Unidos feita pelo vice-presidente Al Gore na Câmara Velha do Senado, enquanto o presidente Clinton e sua filha Chelsea assistem, em 3 de janeiro de 2001

Ao entrar no Senado, manteve um perfil público de baixa visibilidade e construiu relações com senadores de ambos os partidos. Forjou alianças com senadores de inclinação religiosa, tornando-se uma participante regular do Senate Prayer Breakfast. Ela atuou em cinco comitês em seus oito anos de mandato: Orçamento (2001–2002), Serviços Armados (2003–2009), Ambiente e Obras Públicas (2001–2009), Saúde, Educação, Trabalho e Pensões (2001–2009) e no Comitê Especial sobre o Envelhecimento Também foi integrante da Comissão de Segurança e Cooperação na Europa (2001–2009).
Na sequência dos ataques de 11 de setembro, procurou obter financiamento para os esforços de recuperação e melhorias de segurança em seu estado. Trabalhou com o senador sênior nova-iorquino, Charles Schumer, sendo fundamental na obtenção de um financiamento de US$ 21 bilhões destinado para a reconstrução do local em que estava o World Trade Center. Posteriormente, assumiu um papel de liderança na investigação dos problemas de saúde enfrentados pelos socorristas do ataque. Em outubro de 2001, votou a favor da Lei Patriótica. Em 2005, quando o debate sobre a renovação da lei iniciou, trabalhou para resolver algumas preocupações sobre as liberdades civis, e acabou votando a favor da renovação em março de 2006.
Hillary apoiou fortemente a ação militar norte-americana no Afeganistão, dizendo que era uma chance para combater o terrorismo e melhorar a vida das mulheres afegãs que sofriam sob o governo Talibã. Em outubro de 2002, votou a favor da resolução da Guerra do Iraque, que autorizou o presidente George W. Bush a usar a força militar contra aquele país.

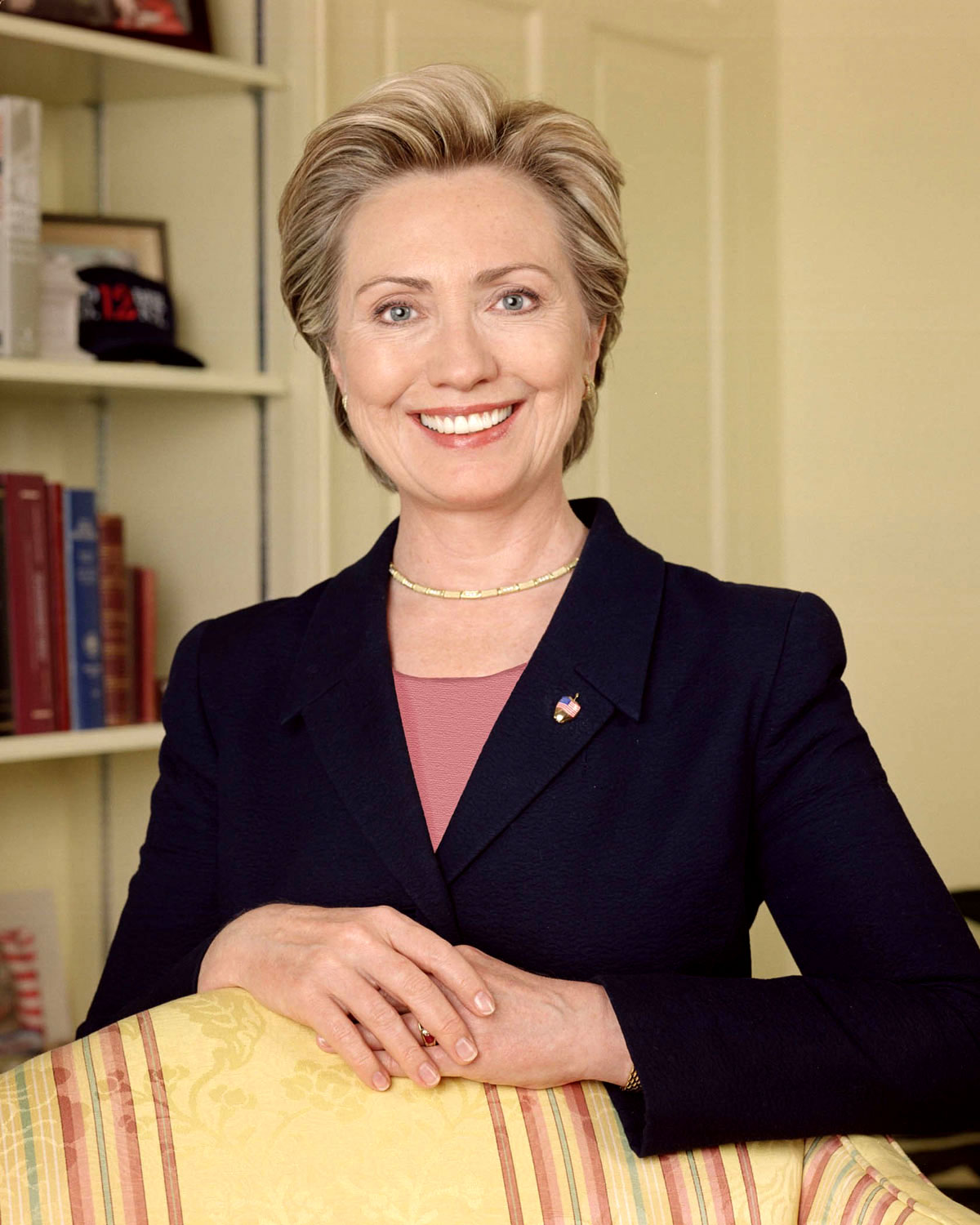
Foto oficial de Hillary como senadora

Depois do começo da Guerra do Iraque, fez viagens ao Iraque e ao Afeganistão para visitar as tropas americanas enviadas aos dois países. Em uma visita ao Iraque em fevereiro de 2005, observou que a insurgência não tinha conseguido perturbar as eleições democráticas realizadas em janeiro daquele ano e que partes do país estavam indo bem. Após observar que as implantações de guerra estavam drenando forças regulares e de reserva, cointroduziu uma legislação que autorizava aumentar a oitenta mil pessoas o tamanho normal do Exército no país com o objetivo de diminuir as tensões. No final de 2005, declarou que, enquanto a retirada imediata das tropas no Iraque seria um erro, a promessa de Bush de ficar "até que o trabalho fosse feito" também era equivocada, uma vez que deu aos iraquianos "um convite aberto para não cuidar de si mesmos". Sua postura causou frustração entre aqueles membros do Partido Democrata que favoreciam uma retirada rápida. Também apoiou manter e melhorar os benefícios de saúde para os veteranos e pressionou contra o encerramento de várias bases militares.
Hillary votou contra os dois grandes pacotes de corte de impostos do presidente Bush, a Lei de Reconciliação do Crescimento Econômico e do Alívio Fiscal de 2001 e a Lei de Reconciliação do Emprego e do Alívio de Impostos para o Crescimento de 2003. Em 2005, votou contra a confirmação de John G. Roberts como Chefe de Justiça e em 2006 votou contra a confirmação de Samuel Alito para a Suprema Corte.
Em 2005, pediu para a Comissão Federal do Comércio investigar as cenas de sexo escondidas no controverso jogo Grand Theft Auto: San Andreas. Juntamente com os senadores Joe Lieberman e Evan Bayh, introduziu a Lei de Proteção do Entretenimento Familiar, destinada a proteger as crianças de conteúdos inadequados encontrados em jogos (a legislação acabou expirando ao término do 109º Congresso). Em 2004 e 2006, votou contra a Emenda Constitucional Federal do Casamento, que proibiria o casamento entre pessoas do mesmo sexo.
A fim de estabelecer uma "infraestrutura progressiva" para rivalizar com a do conservadorismo norte-americano, desempenhou um papel formativo em conversas que levaram a fundação do Centro para o Progresso Americano em 2003 por John Podesta, ex-chefe de pessoal do governo Clinton, compartilhou assessores com o Cidadãos pela Responsabilidade e Ética em Washington, fundado em 2003, e aconselhou David Brock, ex-antagonista dos Clinton que criou o Assuntos de mídia para a América em 2004. Após as eleições de 2004, convenceu o novo líder democrata no Senado, Harry Reid, a criar uma "sala de guerra" para lidar diariamente com as mensagens políticas.

### Campanha à reeleição em 2006
Em novembro de 2004, anunciou que iria concorrer a um segundo mandato no Senado. A primeira candidata que liderou as pesquisas da primária republicana, a procuradora-geral do Condado de Westchester, Jeanine Pirro, retirou-se da disputa após vários meses de um fraco desempenho na campanha. Hillary venceu com facilidade a primária democrata contra o ativista antiguerra Jonathan Tasini. Seu oponente na eleição geral acabou sendo o republicano John Spencer, ex-prefeito de Yonkers. Em 7 de novembro de 2006, venceu a eleição com 67% dos votos, contra 31% de Spencer, e ganhou em 58 dos 62 condados. Hillary gastou US$ 36 milhões em sua campanha, mais do que qualquer outro candidato ao Senado no ciclo eleitoral de 2006. Alguns democratas a criticaram por gastar muito em uma eleição considerada fácil, enquanto alguns apoiadores estavam preocupados porque ela não tinha deixado mais fundos para uma eventual candidatura em 2008. Nos meses seguintes, transferiu US$ 10 milhões de seus fundos da campanha ao Senado para sua campanha presidencial.

### Segundo mandato

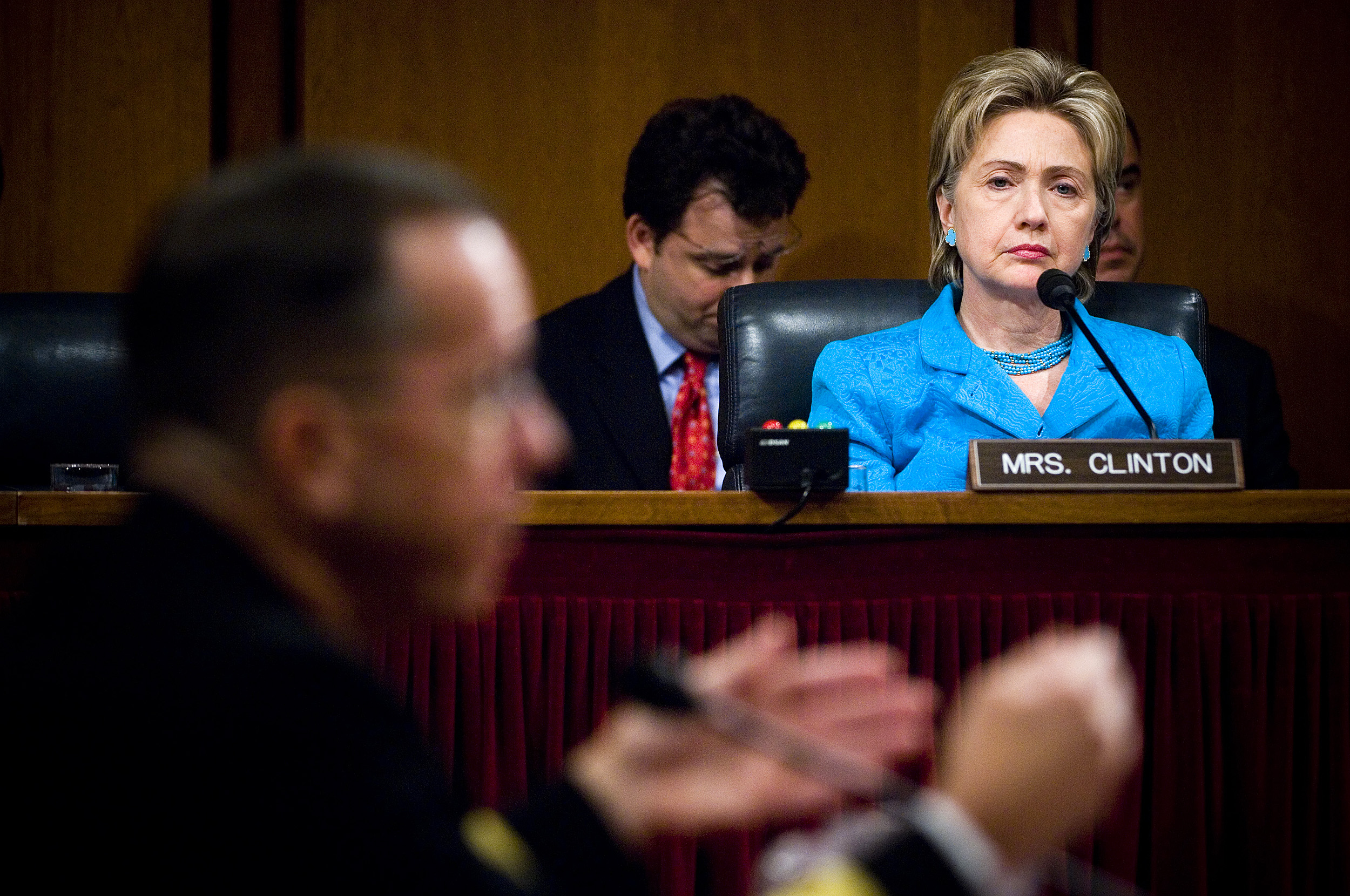
A senadora Hillary Clinton ouvindo o chefe de Operações Navais da Marinha, Mike Mullen, respondendo a uma pergunta em sua audiência de confirmação no Comitê de Serviços Armados do Senado em 2007

Hillary se opôs ao aumento das tropas no Iraque em 2007, no que o secretário de defesa Robert Gates mais tarde declarou que esta posição era motivada por questões políticas domésticas. Em março do mesmo ano, votou a favor de um projeto de lei sobre o financiamento da guerra que exigia que o presidente Bush começasse a retirar tropas do Iraque dentro de um prazo; a lei acabou sendo aprovada, mas foi posteriormente vetada pelo presidente. Em maio de 2007, um projeto de lei sobre o financiamento da guerra que removia os prazos de retirada foi aprovado no Senado por 80-14, sendo sancionado pelo presidente; Hillary votou contra o projeto. Em setembro de 2007, respondeu ao relatório feito pelo general David Petraeus sobre a situação do Iraque, quando disse: "Eu acho que os relatórios que você fornece para nós realmente exigem uma suspensão voluntária da descrença".
Em março de 2007, em resposta à controversa demissão de procuradores, apelou ao procurador-geral dos Estados Unidos Albert Gonzales que renunciasse ao cargo. Apoiou o muito debatido projeto de reforma da imigração, a Lei de Segurança nas Fronteiras, Oportunidades Econômicas e Reforma Imigratória de 2007, que iria fornecer um caminho para a cidadania norte-americana aos cerca de doze milhões de imigrantes ilegais que residiam no país, mas acabou não sendo aprovada.
Como a crise financeira de 2007–2008 atingiu um pico com a crise de liquidez em setembro de 2008, apoiou a proposta de resgate do sistema financeiro dos Estados Unidos, e votou a favor do plano de resgate de US$ 700 bilhões que autorizava a criação do Programa de Alívio de Ativos Problemáticos, dizendo que representava os interesses do povo americano. No senado, o plano foi aprovado por 74–25.

## Campanha presidencial de 2008
Hillary estava se preparando para uma potencial candidatura à presidência pelo menos desde o início de 2003. Em 20 de janeiro de 2007, anunciou que estava formando um comitê exploratório para a eleição de 2008. Ao longo do primeiro semestre de 2007, liderou as pesquisas nacionais das primárias democratas, tendo os senadores Barack Obama e John Edwards como seus mais fortes concorrentes. A maior ameaça para sua campanha era o apoio anterior que dera a Guerra do Iraque, a qual Obama se opôs desde o início. Hillary e Obama foram os candidatos que arrecadaram mais fundos de campanha, e os dois estabeleceram recordes de arrecadação.

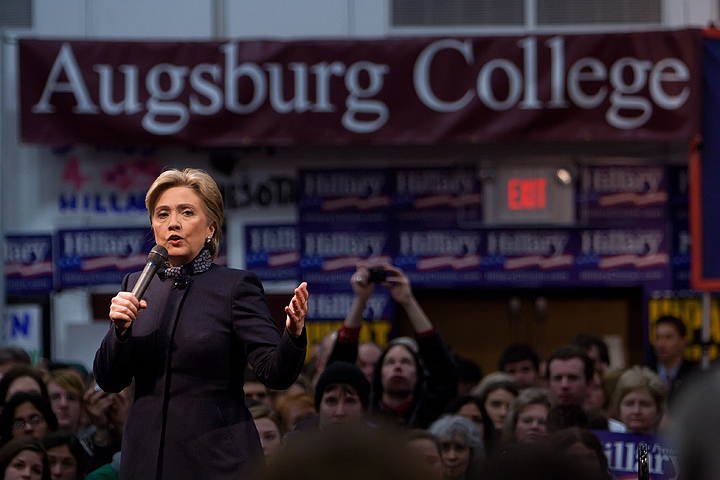
Hillary discursando em um evento de campanha no Colégio Augsburg, em Minneapolis, dois dias antes da Super Terça

Até setembro de 2007, as pesquisas realizadas nos primeiros seis estados que fariam primárias revelaram que ela estava liderando em todos eles, mas a disputa estava acirrada em Iowa e na Carolina do Sul. Até o mês seguinte, as pesquisas nacionais a indicaram muito a frente de seus oponentes democratas. No final de outubro, sofreu um raro mau desempenho em um debate entre os candidatos democratas. A mensagem de mudança, encarnada por Obama, começou a ressoar melhor entre o eleitorado democrata do que a mensagem de experiência, representada por Hillary. A disputa então tornou-se consideravelmente mais rigorosa, especialmente nos primeiros estados que realizariam as primárias, onde ela perdeu a liderança em algumas pesquisas de dezembro.
Na primeira votação de 2008, a de Iowa em 3 de janeiro, Hillary ficou em terceiro lugar, perdendo para Obama e Edwards. Obama ganhou terreno nas pesquisas nacionais nos próximos dias, e todas previam sua vitória em Nova Hampshire. Hillary acabou tendo lá uma apertada vitória surpresa em 8 de janeiro. Nos próximos dias, a dinâmica da disputa alterou-se, e questões de raça e gênero ganharam posição central, o que resultou em um duelo mais polarizado entre Hillary e Obama. Em 26 de janeiro, perdeu para Obama na Carolina do Sul por uma ampla diferença, e, com a suspensão da campanha de Edwards poucos dias depois, iniciou-se uma intensa disputa para a Super Terça. A disputa na Carolina do Sul causou danos duradouros na campanha de Hillary, fazendo com que ela perdesse apoio entre o establishment democrata e levando o senador Ted Kennedy a apoiar Obama.

Mapa dos resultados de votos populares das primárias e caucus democratas. Obama venceu nos estados pintados de roxo, enquanto Hillary venceu nos marcados de verde

Hillary venceu as primárias dos estados mais populosos na Super Terça (como CA, NY, NJ e MA), enquanto Obama venceu em mais estados; os votos foram divididos quase que igualmente. Entretanto, Obama ganhou um maior número de delegados comprometidos a votar nele graças a uma melhor exploração das regras de distribuição dos delegados.
A campanha de Hillary contava ganhar a indicação do Partido Democrata já na Super Terça e não estava preparada financeiramente e logisticamente para um esforço prolongado; com atrasos na angariação de fundos via internet, começou a emprestar dinheiro próprio para sua campanha. Houve um tumulto contínuo dentro de sua equipe e fez várias mudanças de funcionários de alto nível. Obama ganhou as próximas onze primárias de fevereiro, muitas vezes por largas margens, e assumiu uma liderança significativa entre os delegados comprometidos a apoiá-lo na Convenção Nacional do partido. Em 4 de março, Hillary quebrou uma série de perdas ao vencer em Ohio e no Texas, onde sua crítica ao NAFTA, um dos legados da presidência de seu marido, tinha sido uma questão-chave. Ao longo da campanha, Obama dominou as convenções partidárias estaduais, as quais a campanha de Hillary largamente ignorou a preparação para vencê-las. Obama se deu melhor em primárias com mais eleitores afro-americanos, jovens, pessoas com ensino superior, ou onde os eleitores mais ricos eram fortemente representados; Hillary venceu nas primárias com maior número de hispânicos, idosos, pessoas sem ensino superior, ou onde os eleitores brancos da classe trabalhadora predominavam. Atrás na contagem total dos delegados, sua melhor esperança em conseguir a nomeação estava em convencer os superdelegados nomeados pelo partido.

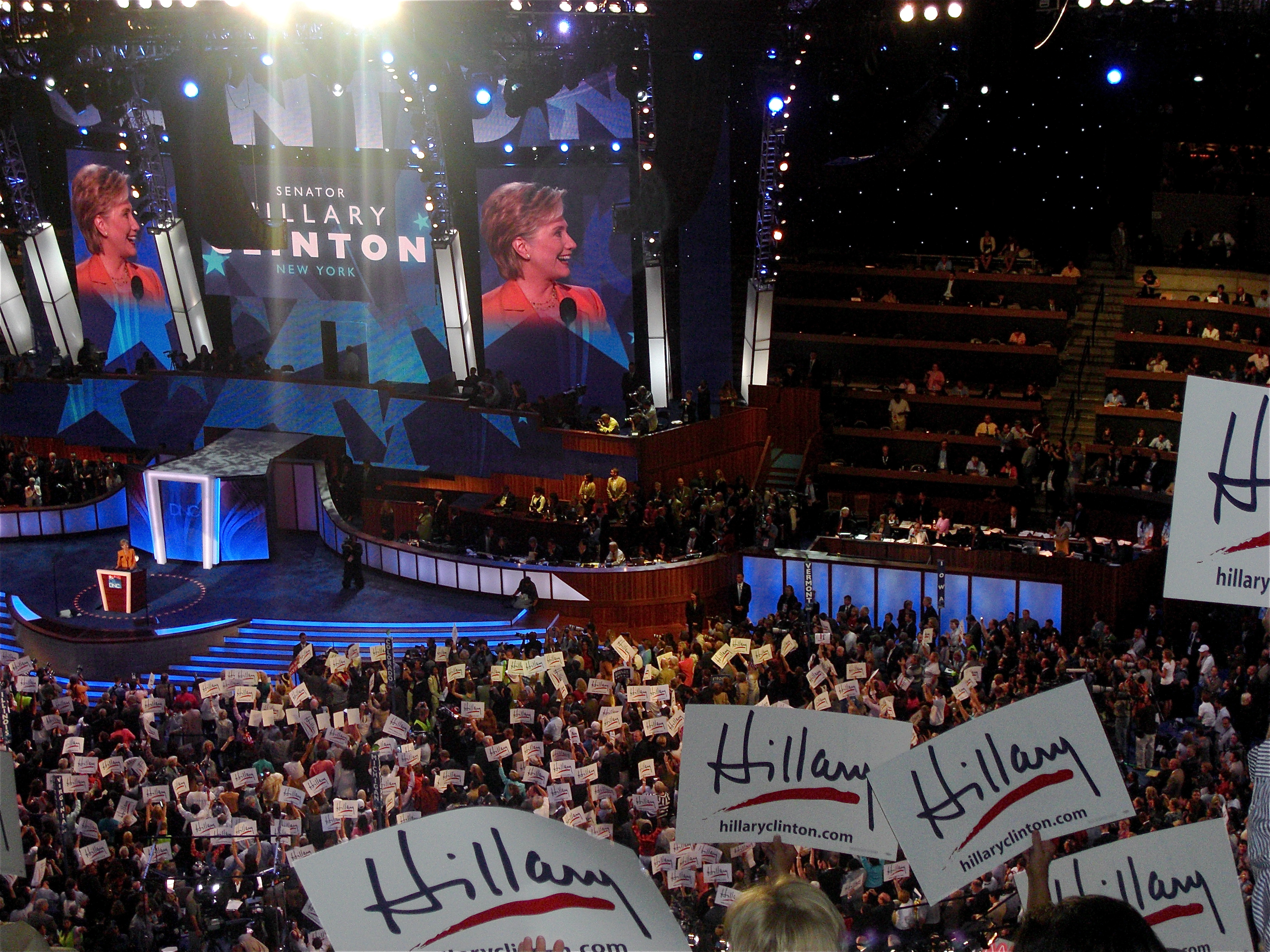
Hillary Clinton discursando em apoio a seu ex-rival, Barack Obama, durante a segunda noite da Convenção Nacional Democrata de 2008 em Denver

No final de março, admitiu que suas declarações de que esteve sob fogo hostil de franco-atiradores durante uma visita em março de 1996 a Bósnia e Herzegovina não eram verdadeiras, o que atraiu uma considerável atenção da mídia. Em 22 de abril, venceu a primária da Pensilvânia e manteve sua campanha viva. Em 6 de maio, uma vitória mais apertada do que o esperado na Indiana, juntamente com uma grande derrota na Carolina do Norte, acabaram com qualquer chance real de ganhar a indicação. Prometeu permanecer concorrendo nas primárias restantes, mas cessou com os ataques contra Obama; como um conselheiro afirmou, "Ela podia aceitar perder. Ela não podia aceitar desistir". Ela venceu em algumas das primárias remanescentes, e, de fato, ganhou mais delegados, estados e votos do que Obama nos últimos três meses da campanha, mas não conseguiu superar sua vantagem.
Após o término das primárias, em 3 de junho, Obama havia ganhado delegados suficientes para ser considerado o candidato presuntivo. Em um discurso diante de seus partidários em 7 de junho, suspendeu sua campanha e apoiou Obama. Ao final da campanha, tinha conquistado 1 640 delegados comprometidos a apoiá-la, pouco menos do que os 1 763 de Obama; neste momento, havia obtido 286 superdelegados, e Obama 395; quando Obama foi considerado o vencedor, a diferença de superdelegados aumentou para 438—256. Os dois candidatos receberam mais de dezoito milhões de votos populares cada, um recorde estabelecido por ambos. Foi a primeira mulher a concorrer nas primárias ou caucus de todos os estados, a primeira a ganhar uma primária presidencial em um estado com direito a delegados na Convenção Nacional de um grande partido, e tornou-se a mulher mais votada da história do país. Fez um apaixonante discurso na Convenção Nacional Democrata apoiando Obama, para quem frequentemente fez campanha no outono até a eleição, quando ele foi eleito presidente. A campanha da senadora terminou com severas dívidas; ela devia doze milhões de dólares para fornecedores externos e seu comitê devia treze milhões que haviam sido emprestados por ela mesma; no início de 2013, todas as dívidas com os fornecedores foram pagas e foi forçada pela legislação eleitoral a perdoar as dívidas que o comitê tinha com ela.

## Secretária de Estado dos Estados Unidos

### Nomeação e confirmação

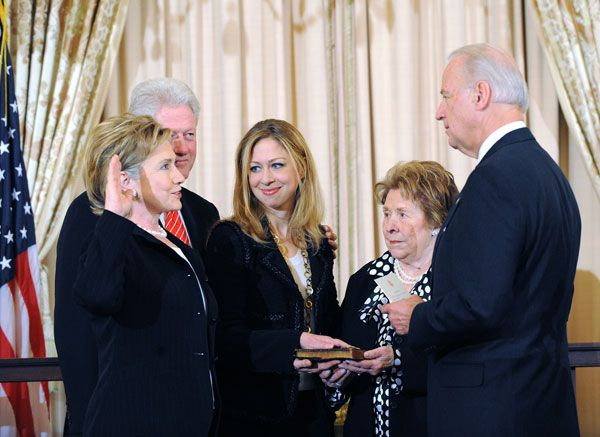
Cerimônia de posse de Hillary como secretária de Estado, conduzida pelo vice-presidente Joe Biden

Em meados de novembro de 2008, o presidente eleito Obama e Hillary discutiram a possibilidade de ela ser indicada secretária de Estado em seu governo. Ela estava inicialmente bastante relutante, mas, em 20 de novembro, disse a Obama que iria aceitar o cargo. Em 1º de dezembro, Obama anunciou formalmente que Hillary seria a sua candidata à secretária de Estado. Hillary declarou que ela não queria deixar o Senado, mas que a nova posição representava uma "aventura difícil e excitante". Como parte da nomeação, e, a fim aliviar as preocupações de conflito de interesses, Bill Clinton concordou em aceitar várias condições e restrições quanto as suas atividades em curso e os esforços de arrecadação de fundos para a Fundação William J. Clinton e a Iniciativa Global Clinton.
A audiência de confirmação na Comissão de Relações Exteriores do Senado começou em 13 de janeiro de 2009, uma semana antes da posse de Obama; dois dias mais tarde, a comissão aprovou a indicação por 16-1. Nesta época, sua aprovação pessoal atingiu 65%, a mais alta desde o escândalo Lewinsky. Em 21 de janeiro de 2009, foi confirmada no plenário do Senado por uma votação de 94–2. Hillary tomou posse como secretária de Estado em 21 de janeiro e renunciou ao Senado no mesmo dia. Ela tornou-se a primeira primeira-dama a servir no Gabinete dos Estados Unidos.

### Primeira metade do mandato

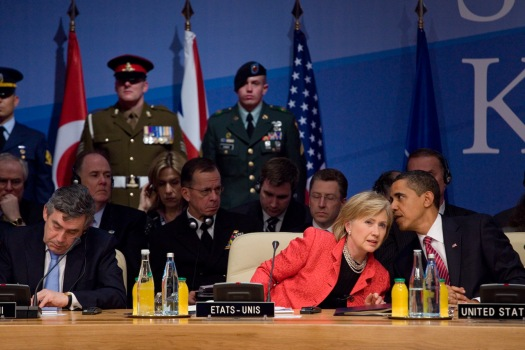
Obama e Hillary conversando um com o outro durante um encontro da Organização do Tratado do Atlântico Norte, em abril de 2009

Hillary passou seus primeiros dias como secretária de Estado telefonando para dezenas de líderes mundiais e indicando que a política externa do país iria mudar de direção; "Temos um monte de danos para reparar," dizia ela. Defendeu um papel mais amplo do Departamento de Estado em questões econômicas globais e citou a necessidade de um aumento da presença diplomática dos Estados Unidos, especialmente no Iraque, onde o Departamento de Defesa tinha realizado missões diplomáticas. Em julho de 2009, anunciou a mais ambiciosa de suas reformas departamentais, a Revisão Quadrienal da Diplomacia e Desenvolvimento, que estabeleceu objetivos específicos para as missões diplomáticas no exterior; esta revisão foi modelada após um processo semelhante no Departamento de Defesa, que estava familiarizada graças a sua atuação no Comitê de Serviços Armados do Senado. A primeira revisão foi emitida no final de 2010, e defendeu que o país liderasse por meio de um "poder civil" como uma maneira custo-efetiva para responder a desafios internacionais e desarmar crises. Também procurou institucionalizar objetivos de capacitação das mulheres em todo o mundo. Uma das causas que defendeu durante todo seu mandato foi a adoção de fogões no mundo em desenvolvimento para promover um ambiente de preparação de alimentos mais limpo e correto, além de reduzir os perigos da fumaça para as mulheres.

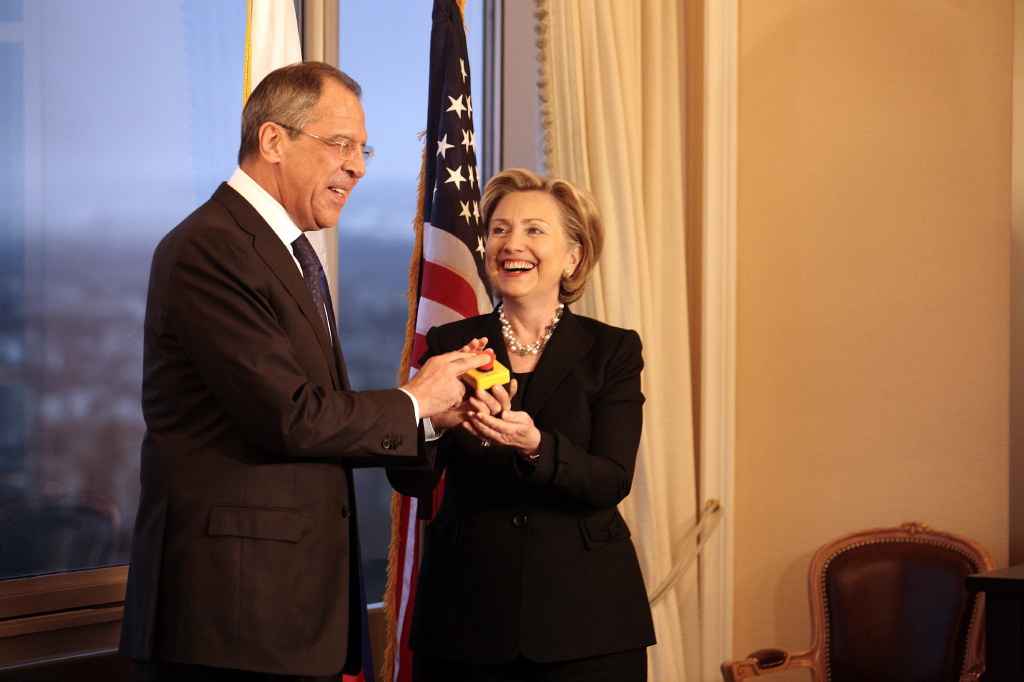
Hillary e o ministro do exterior russo Sergey Lavrov com o botão de "reiniciar", em março de 2009

Em março de 2009, prevaleceu em relação ao vice-presidente Joe Biden em um debate interno para enviar mais 21 000 soldados para a Guerra do Afeganistão e apoiou o plano de Obama de adiar uma eventual retirada das tropas naquele país. No mesmo mês, presenteou o ministro das Relações Exteriores russo Sergei Lavrov com um "botão de reiniciar", simbolizando as tentativas dos EUA de reconstruir as relações com a Rússia. A política, que ficou conhecida como o reinício Russo, levou a uma maior cooperação em várias áreas durante o mandato de Dmitry Medvedev como presidente, mas as relações se agravariam consideravelmente após o regresso de Vladimir Putin na presidência em 2012. Em outubro de 2009, em uma viagem para a Suíça, sua intervenção superou as dificuldades de última hora e salvou a assinatura de um histórico acordo entre a Turquia e a Armênia, que estabeleceu relações diplomáticas e abriu a fronteira entre as duas nações que haviam tido relações hostis durante um longo período. No Paquistão, envolveu-se em várias raras discussões contundentes com alunos, apresentadores de talk show, e os anciãos tribais, em uma tentativa de reparar a imagem paquistanesa sobre os EUA. A partir de 2010, ajudou a organizar um regime de isolamento diplomático e sanções internacionais contra o Irã, em um esforço para forçar a redução do programa nuclear daquele país; este plano acabaria por levar ao multinacional Plano de Ação Conjunto Integrado, acordado em 2015.

Hillary cumprimentando integrantes das forças armadas na Base da Força Aérea de Anderson, em outubro de 2010

Hillary e Obama mantiveram uma boa relação de trabalho sem lutas de poder; tornou-se uma incansável defensora do governo e teve o cuidado de que nem ela nem o marido ofuscassem o presidente. Formou uma aliança com o secretário de defesa Robert Gates e com a equipe de segurança nacional de Obama, resultando em bem menos discórdias do que em governos anteriores. Obama e Hillary se aproximaram em questões de política externa como um exercício em grande parte pragmático não ideológico. Eles encontravam-se semanalmente, mas não teve um relacionamento tão próximo e diário que alguns de seus antecessores tiveram com seus presidentes; além disso, certas áreas-chave de políticas foram mantidas dentro da Casa Branca ou do Pentágono. Apesar disso, o presidente tinha confiança nas ações dela.
Em um importante discurso em janeiro de 2010, fez analogias entre a Cortina de Ferro e a internet livre e a não livre. As autoridades chinesas reagiram negativamente ao discurso, que chamou atenção por ter sido a primeira vez que um alto funcionário norte-americano tinha claramente definido a internet como um elemento-chave da política externa do país. Em julho de 2010, visitou a Coreia do Sul, Vietnã, Paquistão e Afeganistão, ao mesmo tempo que preparava-se para o casamento de sua filha Chelsea em 31 de julho, que atraiu muita atenção da mídia. No final de novembro de 2010, liderou os esforços para controlar os danos causados pelo vazamento de telegramas diplomáticos dos EUA, que continham declarações e avaliações contundentes feitas pelo país e diplomatas estrangeiros.

### Segunda metade do mandato
A revolução egípcia foi a mais desafiadora crise de política externa para o governo Obama. A resposta pública de Hillary rapidamente evoluiu de uma avaliação inicial de que o governo de Hosni Mubarak era "estável" para uma posição de que era preciso haver uma "transição ordenada a um governo democrático e participativo", e a uma condenação da violência contra os manifestantes. Como os protestos da Primavera Árabe se espalharam por toda a região, esteve a frente de uma resposta norte-americana para a crise, a qual reconheceu que era por vezes contraditória, uma vez que apoiava alguns regimes, mas era contra outros. Quando a Guerra Civil Líbia iniciou, passou a ser favorável a uma intervenção militar naquele país, o que ocorreu em março de 2011 e resultou na derrubada do governo de Muammar al-Gaddafi. O pós Guerra Civil da Líbia viu o país se tornar um estado falido, e as interpretações sobre a intervenção e o que ocorreu posteriormente se tornaram o tema de um amplo debate.

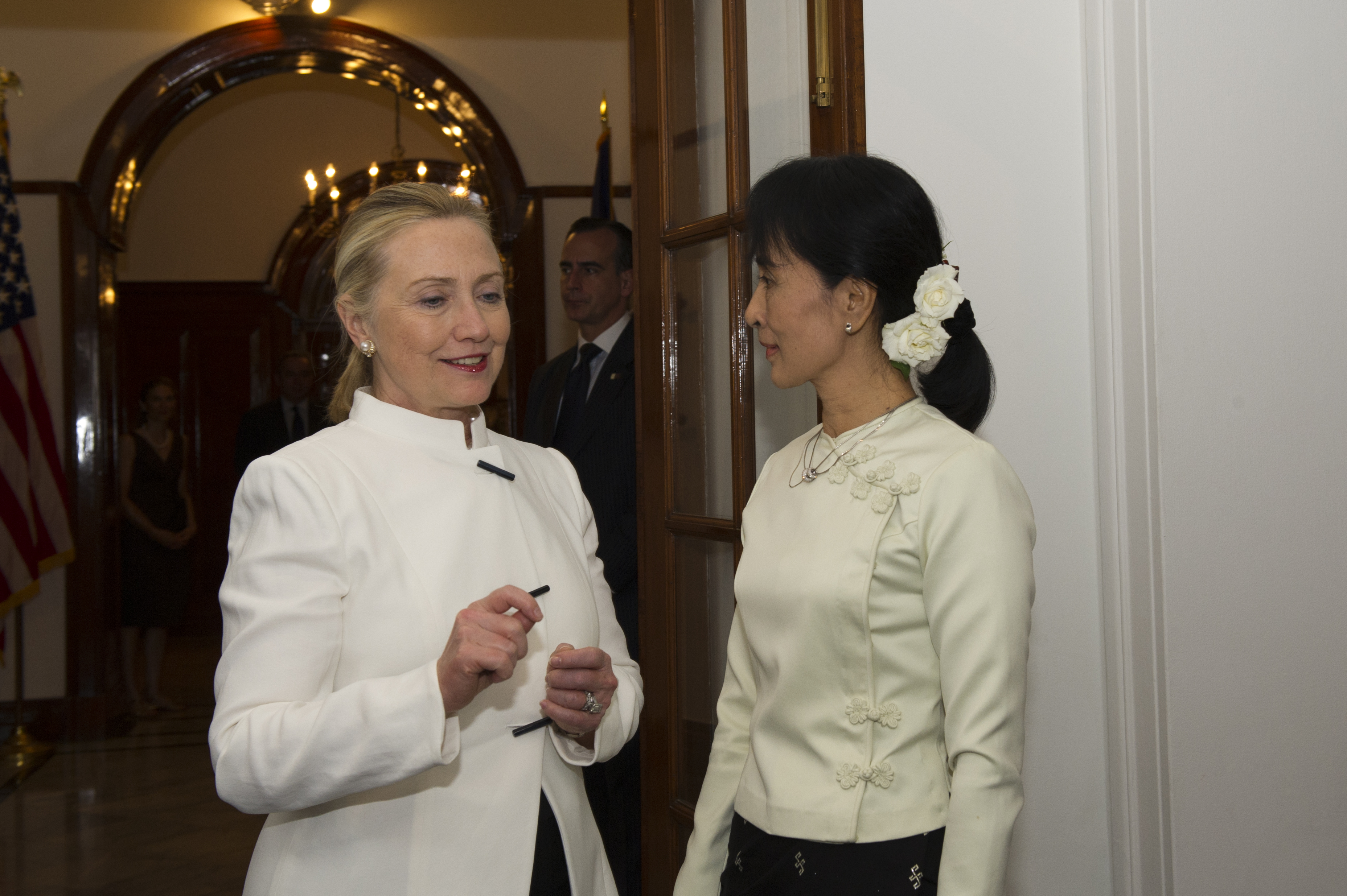
Hillary conversando com a líder da oposição birmanesa Aung San Suu Kyi, em dezembro de 2011

Em abril de 2011, durante deliberações internas do círculo mais íntimo do presidente e de conselheiros sobre a possibilidade de ordenar que forças especiais dos EUA realizassem uma incursão no Paquistão contra Osama bin Laden, estava entre aqueles que a defenderam, argumentando que a importância de capturar bin Laden superava os riscos para a relação do país com o Paquistão. Após a conclusão da missão em 2 de maio, que resultou na morte de Bin Laden, foi contra liberar fotografias do líder da Al-Qaeda morto.
Em um discurso perante o Conselho de Direitos Humanos da ONU em dezembro de 2011, declarou que "os direitos dos homossexuais são direitos humanos", e que os EUA iriam defender os direitos dos homossexuais e proteções legais de gays no exterior. No mesmo mês, foi a primeira secretária de Estado a visitar Myanmar desde 1955. Em sua visita ao país, reuniu-se com a líder da oposição Aung San Suu Kyi e apoiou as reformas democráticas que aquele país estava implementando. Ela também declarou que o século XXI seria um "Século Americano Pacífico", uma declaração que fazia parte da política externa de Obama para o leste asiático.
Durante a Guerra Civil Síria, Hillary e o governo Obama inicialmente tentaram persuadir o presidente sírio Bashar al-Assad a engajar-se nas reformas defendidas pelos manifestantes, mas, quando a violência do governo aumentou em agosto de 2011, pediram para que ele renunciasse. O governo norte-americano se juntou a alguns países aliados na prestação de assistência não letal para os rebeldes que eram contrários ao governo Assad, bem como aos grupos de ajuda humanitária que trabalhavam no país. Durante meados de 2012, em um contexto de aumento da violência na Síria, criou um plano com o diretor da CIA David Petraeus para fortalecer ainda mais a oposição. O plano consistia em armar a oposição e a treinar combatentes, mas a proposta foi rejeitada pela Casa Branca, que estava relutante em tornar-se enredada no conflito e temia que os extremistas escondidos entre os rebeldes poderiam virar as armas contra outros alvos.

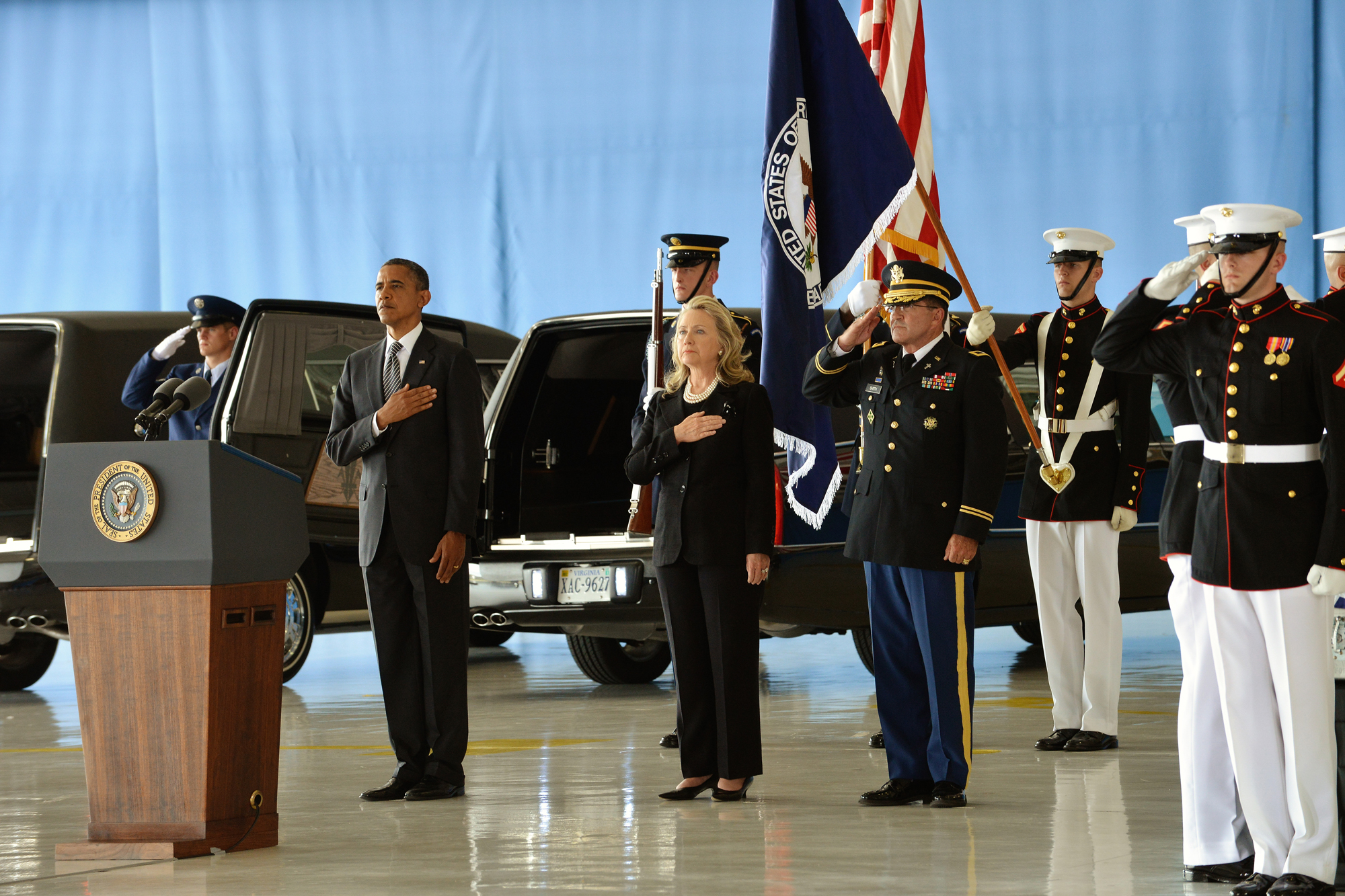
Obama e Hillary homenageando as vítimas do ataque de Bengazi durante cerimônia na Base Aérea de Andrews, em 14 de setembro de 2012

Em 12 de setembro de 2012, a missão diplomática norte-americana em Bengazi foi atacada, resultando nas mortes do embaixador J. Christopher Stevens e de outros três norte-americanos. O ataque, questões sobre a segurança do consulado e diferentes explicações do acontecimento tornaram-se uma controversa política nos EUA. Em 15 de outubro, assumiu a responsabilidade pelas falhas de segurança, e declarou que as diferentes explicações sobre o ataque resultaram de uma inevitável névoa da guerra. Em 19 de dezembro, uma investigação independente sobre o assunto foi publicada; o relatório foi fortemente crítico aos funcionários do Departamento de Estado em Washington por ignorarem pedidos de mais pessoal e atualizações de segurança, e por não adaptarem os procedimentos de segurança. Como consequências, quatro funcionários do Departamento de Estado foram demitidos, e Hillary declarou que aceitou as conclusões da investigação (encomendada por ela mesma) e que as recomendações sugeridas seriam atendidas. Em 23 de janeiro de 2013, durante um depoimento a um inquérito do Congresso, defendeu suas ações em resposta ao incidente, e, ao mesmo tempo que aceitou formalmente a responsabilidade, afirmou que não tinha tido nenhum papel direto nas discussões anteriores a respeito da segurança do consulado. Congressistas republicanos a desafiaram em vários pontos, nos quais, em algumas vezes, respondeu com raiva ou emoção. Em particular, após questionamento persistente do senador republicano Ron Johnson sobre as alegações de que Susan Rice havia enganado intencionalmente o público, respondeu, elevando a voz: "Com todo o respeito, o fato é que tivemos quatro americanos mortos. Se foi por causa de um protesto ou porque uns caras decidiram matar alguns americanos? Que diferença isso faz a esta altura? É nosso trabalho entender o que aconteceu e fazer o que pudermos para impedir que isso aconteça de novo, senador".
Em dezembro de 2012, foi hospitalizada por alguns dias para o tratamento de um coágulo sanguíneo no cérebro. Os médicos detectaram o coágulo durante um exame após uma concussão, causada por um desmaio ocorrido depois de um mal-estar estomacal, que foi provocado por uma desidratação grave e uma doença intestinal viral adquirida em uma viagem à Europa. O coágulo, que não causou nenhum dano neurológico imediato, foi tratado com medicação anticoagulante, e seus médicos disseram que ela teve uma recuperação completa.

### Balanço

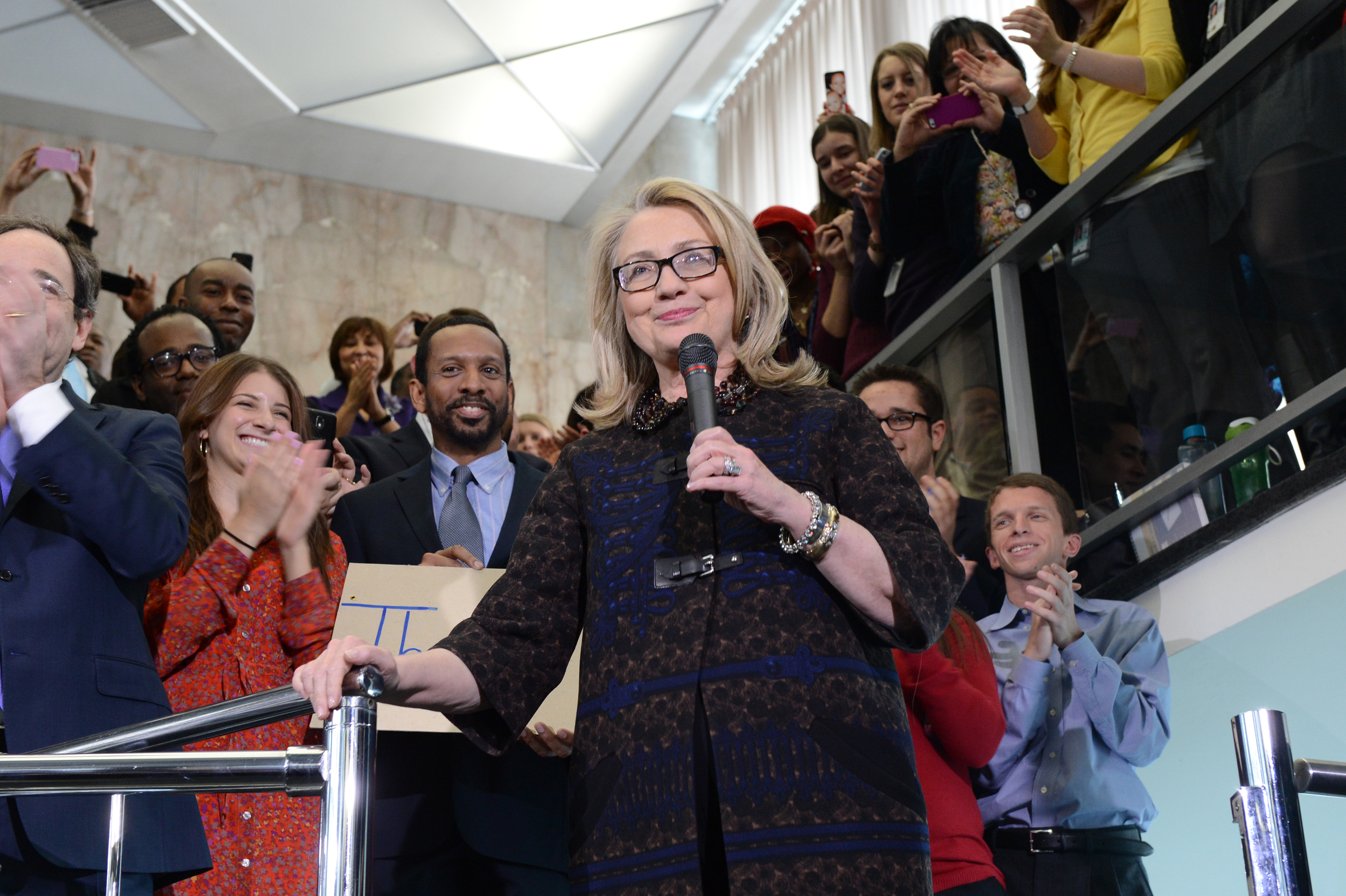
Hillary se despedindo dos funcionários do Departamento de Estado, em 1º de fevereiro de 2013

Durante o seu período como secretária de Estado dos Estados Unidos, e como seu discurso de despedida concluiu, Hillary viu um poder inteligente como estratégia para afirmar a liderança e os valores dos EUA – em um mundo de ameaças variadas, governos centrais enfraquecidos, e organizações não governamentais cada vez mais importantes –, combinando o poder duro militar com a diplomacia norte-americana e o poder brando na economia global, ajudando no desenvolvimento, tecnologia, criatividade e em defesa dos direitos humanos. Desta forma, tornou-se a primeira secretária de Estado a implementar a abordagem metódica do poder inteligente. Em debates sobre o uso da força militar, era geralmente uma das vozes mais "falcão de guerra" do governo.
Hillary expandiu enormemente o uso de mídias sociais no Departamento de Estado, incluindo o Facebook e o Twitter. E, durante os tumultos no Oriente Médio, particularmente viu uma oportunidade de avançar um dos temas centrais de seu mandato, o empoderamento e o bem-estar de mulheres e meninas em todo o mundo. Além disso, em uma formulação que ficou conhecida como a "Doutrina Hillary", viu os direitos das mulheres como fundamentais para os interesses de segurança dos EUA, devido a uma ligação entre o nível de violência contra as mulheres e a desigualdade de gênero dentro de um estado com a instabilidade e os desafios para a segurança internacional daquele estado. Por sua vez, como resultado de suas ações e visibilidade, houve uma tendência das mulheres em todo o mundo a encontrar mais oportunidades, e, em alguns casos, sentiram-se mais seguras.
Hillary visitou 112 países em seu período como chefe da diplomacia norte-americana, tornando-se assim a secretária de Estado que viajou para mais países. No início de março de 2011, indicou que não estava interessada em continuar no cargo se Obama fosse reeleito em 2012; em dezembro de 2012, após a reeleição, Obama nomeou o senador John Kerry para sucedê-la, o que ocorreu em 1º de fevereiro de 2013. Após o término de seu mandato, analistas comentaram que seu período no Departamento de Estado não trouxe qualquer assinatura de avanços diplomáticos como outros secretários de Estado haviam feito, e destacaram o seu foco em objetivos que ela pensava que eram menos tangíveis, mas teriam efeitos mais duradouros.

## Fundação Clinton e discursos

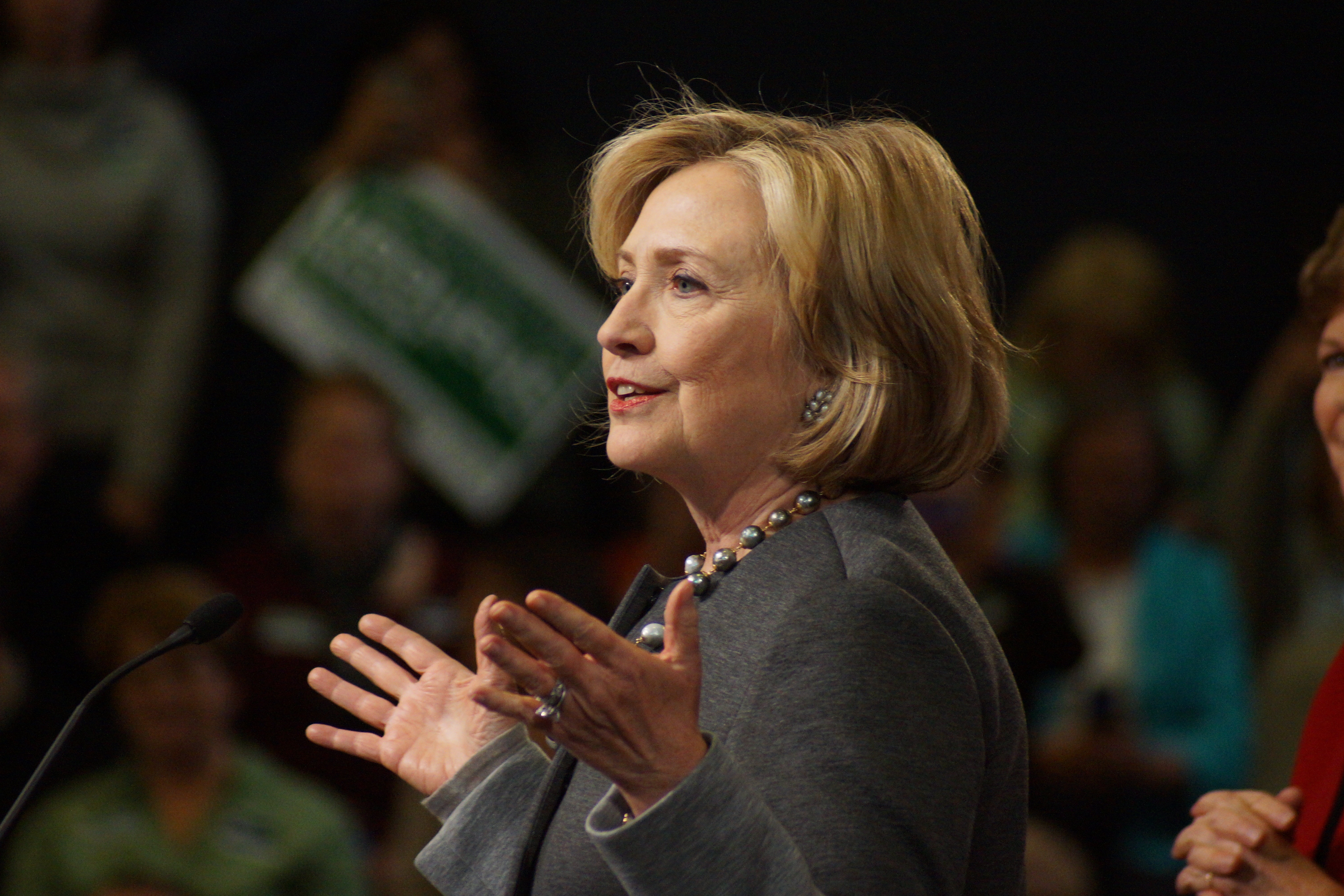
Hillary discursando em evento de campanha da senadora Jeanne Shaheen, em novembro de 2014

Em fevereiro de 2013, ela e sua filha juntaram-se a Bill como integrantes da Fundação Clinton. Neste cargo, focou em questões relacionadas a infância, incluindo uma iniciativa denominada "Pequenos Demais para Quebrar" e uma outra iniciativa de US$ 600 milhões para incentivar a matrícula de meninas nas escolas secundárias em todo o mundo, liderada pela ex-premier australiana Julia Gillard. Também liderou o "Sem limites: o projeto de participação total", uma parceria com a Fundação Bill e Melinda Gates para recolher e estudar os dados sobre o progresso das mulheres e meninas em todo o mundo desde a Conferência de Pequim, em 1995. Ainda em 2013, começou a trabalhar em seu segundo volume de memórias, a fazer palestras (recebendo cerca de US$ 200 mil para cada uma) e discursos não pagos em nome da fundação. Em setembro e outubro de 2014, fez campanha para alguns candidatos democratas ao Senado e governos estaduais nas eleições de meio de mandato daquele ano. Em abril de 2015, quando anunciou que seria novamente candidata a presidente, renunciou do Conselho da Fundação Clinton.
Em março de 2015, sua prática de usar o próprio endereço de e-mail e servidor privado durante todo seu mandato como secretária de Estado, em vez do e-mail oficial e de um servidor governamental, ganhou uma atenção pública generalizada devido a preocupações com a segurança dos e-mails enviados e recebidos, e se suas ações violaram leis federais, regulamentos ou orientações. A legislação norte-americana sobre o assunto determina, desde 2009, que os e-mails de autoridades federais façam parte dos arquivos do governo para que fiquem disponíveis a qualquer pessoa que tenha a chance de consultá-los. No entanto, a mesma lei não proíbe o uso de contas pessoais desde que as mensagens fiquem arquivadas. Em resposta, declarou que tinha entregue todos os seus e-mails relacionados com seu trabalho para o Departamento de Estado poucos meses antes e pediu para que o mesmo os divulgasse, o que passou a ser feito no início de setembro de 2015, quando centenas de mensagens eletrônicas da ex-secretária foram divulgadas. Hillary também pediu desculpas e assumiu as responsabilidades que o caso pode implicar.

## Campanha presidencial de 2016

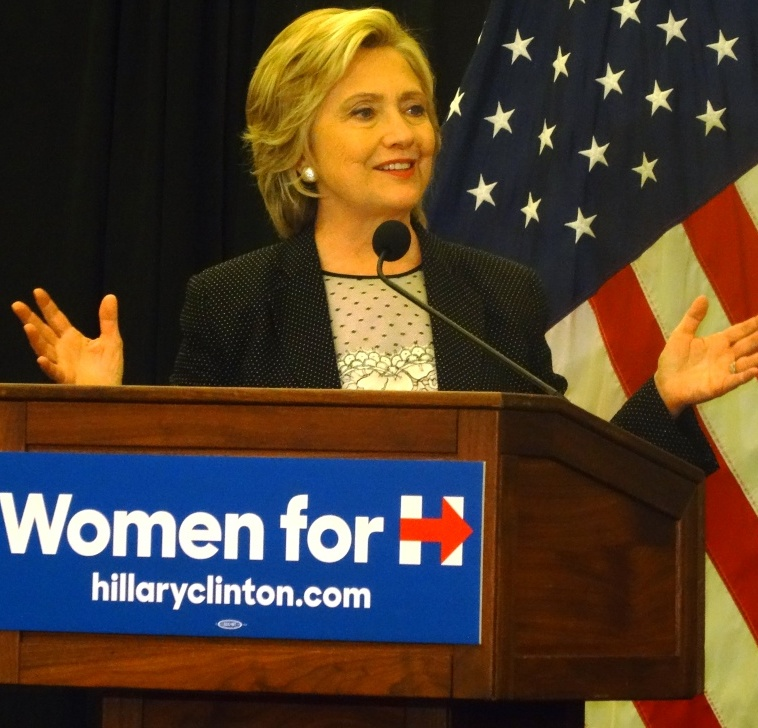
Hillary discursando em evento de campanha, em setembro de 2015

Em 12 de abril de 2015, anunciou formalmente sua candidatura para a nomeação democrata à presidência dos EUA na eleição de 2016. Antes do anúncio, ela já contava com uma estrutura organizada para apoiar sua candidatura, que incluía agentes experientes, uma grande rede de doadores e dois comitês de ação política. O edifício sede de sua campanha está localizado no Brooklyn, na cidade de Nova Iorque. A plataforma de sua campanha inclui a defesa do aumento da renda da classe média, do Obamacare, de leis que ampliem o acesso gratuito à universidade, da implantação universal da educação infantil, dos direitos dos homossexuais, dos imigrantes, do controle de armas e da igualdade salarial entre homens e mulheres.
Considerada inicialmente a grande favorita para ganhar a nomeação, Hillary enfrentou um desafio inesperadamente forte do senador socialista democrata Bernie Sanders de Vermont, cuja postura de longa data contra a influência das corporações e dos ricos na política norte-americana resultou em apoio entre os cidadãos insatisfeitos pelos efeitos da desigualdade no país e contrastou com os laços de Hillary com Wall Street. Na primeira disputa, em 1º de fevereiro, venceu por pouco o caucus de Iowa. Na primeira primária, a de Nova Hampshire, perdeu para Sanders por uma larga margem. Depois desta vitória, Sanders passou a representar uma ameaça crescente na próxima primária, a de Nevada, mas Hillary acabou vencendo neste estado com uma diferença de cinco pontos percentuais. Uma semana depois, obteve uma esmagadora vitória na Carolina do Sul. Essas duas vitórias estabilizaram sua campanha e evitaram uma "turbulência", que havia prejudicado-a em 2008, quando perdeu em três das quatro primeiras prévias realizadas.
Na Super Terça, Hillary venceu em sete das onze prévias, recebendo forte votação na região sul do país, onde teve amplo apoio dos eleitores afro-americanos. Os resultados da Super Terça fizeram com que abrisse uma significativa liderança sobre Sanders no número de delegados "comprometidos", os quais são obrigados a votar em determinado candidato na convenção do partido. Ao longo das próximas semanas, ela manteve essa liderança no número de delegados. Enquanto Hillary deu-se melhor com eleitores mais velhos e em estados com populações mais diversificadas, seu adversário atraiu eleitores mais jovens, brancos, rurais e os mais liberais.
Em 6 de junho de 2016, a agência Associated Press projetou que Hillary havia alcançado o número de delegados suficientes para ser a candidata democrata na eleição geral. No dia seguinte, depois de vencer na maioria dos estados da última Super Terça (incluindo Califórnia e Nova Jersey), Hillary realizou um comício no Brooklyn em que tornou-se a primeira mulher a reivindicar a nomeação à presidência de um grande partido político norte-americano. Ao final de todas as disputas, Hillary havia acumulado 2 219 delegados, contra 1 832 de Sanders. Ela também recebeu o maior número de votos populares (16,8 milhões, contra 13,1 de Sanders). Em 22 de julho, anunciou o senador Tim Kaine como seu companheiro de chapa. Poucos dias depois, Hillary e Kaine foram formalmente nomeados na Convenção Nacional Democrata, ocorrida na Filadélfia, Pensilvânia.

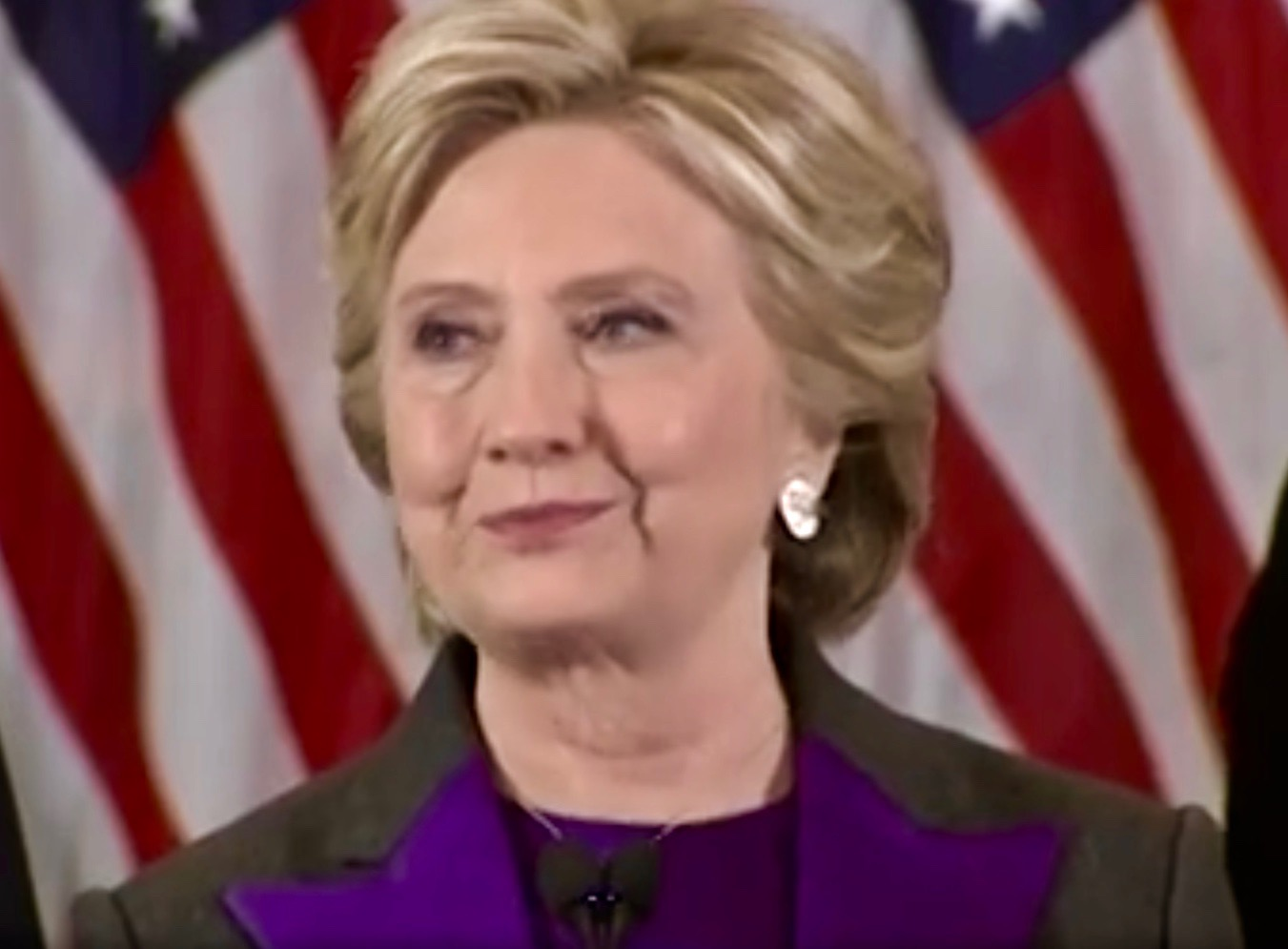
Hillary durante seu discurso de concessão, em 9 de novembro de 2016

Hillary manteve uma liderança significativa nas pesquisas de opinião durante a maior parte de 2016. No início de julho, empatou com Trump nas pesquisas mais importantes realizadas após a conclusão do FBI da investigação sobre seus e-mails. O diretor do FBI James Comey não recomendou nenhuma acusação, mas concluiu que tinha sido "extremamente descuidada ao lidar com informações muito sensíveis e confidenciais". No final de julho, Trump obteve sua primeira liderança nas principais pesquisas após a Convenção Nacional Republicana, algo que também ocorreu em eleições anteriores. Após sua vantagem nas pesquisas aumentar para sete pontos percentuais com a Convenção Democrata, manteve uma liderança significativa nesses levantamentos no início de agosto.
A eleição geral foi realizada em 8 de novembro. Em um resultado surpreendente, Trump elegeu-se presidente ao derrotar Hillary no Colégio Eleitoral por 306 a 232 votos. Apesar disso, Hillary recebeu o maior número de votos populares, um total de 65 853 516, sendo 2,8 milhões a mais que Trump. Tornou-se, assim, a segunda pessoa mais votada em uma eleição presidencial, sendo superada apenas pelas votações de Obama em 2008 e 2012. Na madrugada de 9 de novembro, ligou para Trump para reconhecer sua derrota, proferindo um discurso de concessão mais tarde no mesmo dia. Hillary obteve cem votos a menos no Colégio Eleitoral em relação a Obama em 2012, perdendo seis estados que ele havia ganho: Flórida, Pensilvânia, Ohio, Michigan, Wisconsin e Iowa. Três deles (Pensilvânia, Michigan e Wisconsin) faziam parte da "muralha azul", estados onde os presidenciáveis democratas venciam desde os anos 1990; nestes três estados, que somados possuíam 46 grandes eleitores e votaram 13,9 milhões de pessoas, Hillary perdeu por 77 744 votos (0,56%).

## Atividades subsequentes

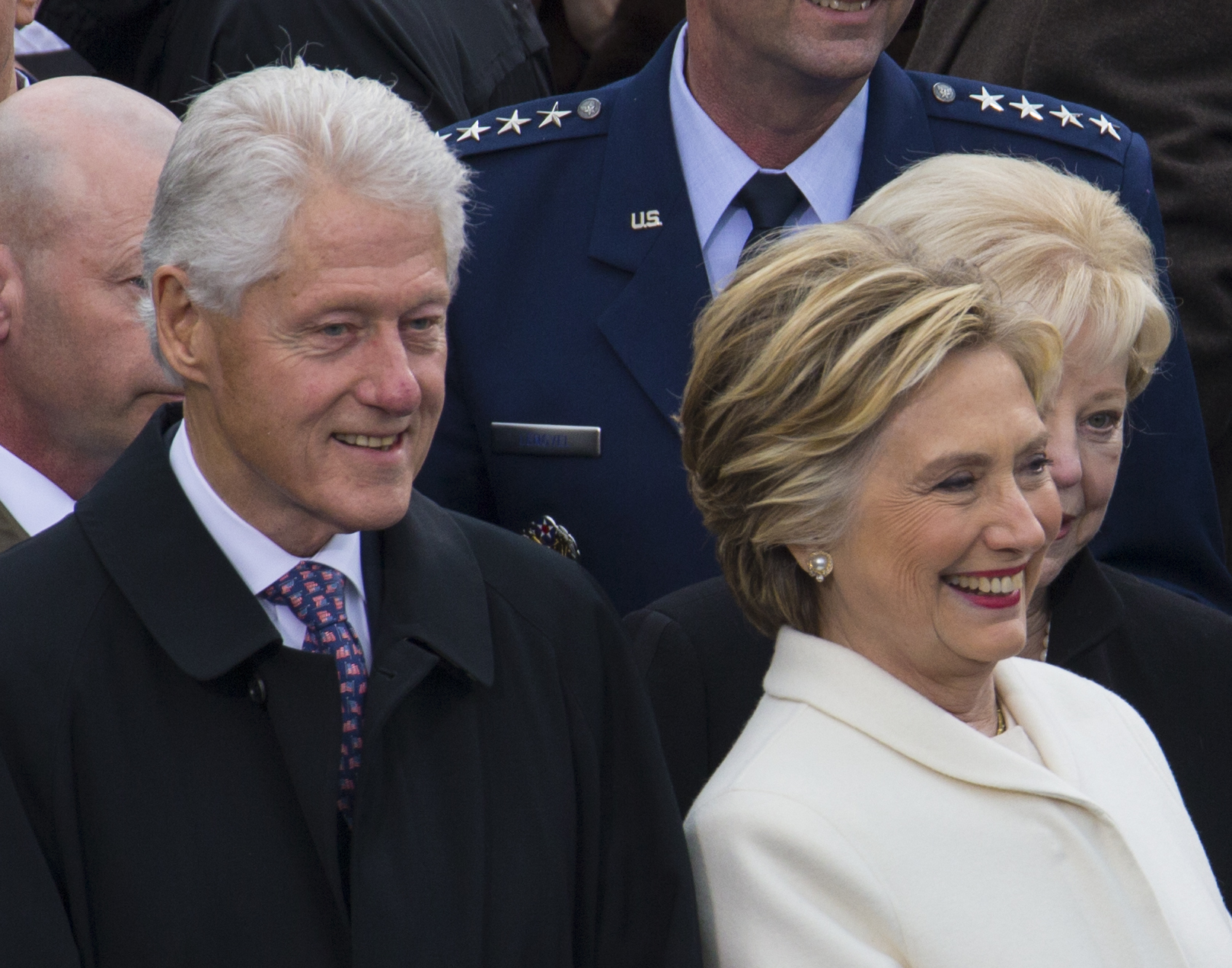
Bill e Hillary Clinton durante a posse de Donald Trump, em 20 de janeiro de 2017

Na qualidade de ex-primeira-dama, Hillary e seu marido Bill (na qualidade de ex-presidente) participaram da posse de Donald Trump. Na manhã do evento, Hillary escreveu em sua conta no Twitter: "Estou aqui hoje para honrar nossa democracia e seus valores duradouros, nunca deixarei de acreditar no nosso país e no seu futuro".
Em abril de 2017, Hillary afirmou que não voltaria a se candidatar para um cargo público. Um mês depois, anunciou a criação do Onward Together, uma organização focada a defender sua agenda eleitoral de 2016, além de outras ideias progressistas.
Em 2 de janeiro de 2020, Hillary foi designada chanceler da Queen's University de Belfast, na Irlanda do Norte, tornando-se a primeira mulher a ocupar o cargo e preenchendo a posição que estava vaga desde 2018 com a morte de Thomas J. Moran. O mandato possuía duração de cinco anos e, de acordo com a universidade, seria responsável por exercer funções cerimoniais, de embaixadora e de conselheira para o reitor universitário.
Em abril de 2020, Hillary endossou a candidatura presidencial de Joe Biden, à época o candidato presumível dos democratas para a eleição de novembro.

## Publicações e recordações
Como primeira-dama dos Estados Unidos, publicou uma coluna de jornal semanal intitulada de "Conversando sobre isso" entre 1995 a 2000. Os textos abordavam principalmente suas experiências e as das mulheres, crianças e famílias que conheceu durante suas viagens ao redor do mundo.
Em 1996, publicou o livro É tarefa de uma aldeia: e outras lições que as crianças nos ensinam, em que apresentou sua visão das crianças dos EUA. O livro integrou a lista dos mais vendidos do The New York Times e a gravação de áudio do livro lhe rendeu o prêmio Grammy Award de "Melhor Álbum de Palavra Falada" em 1997. Outros livros publicados enquanto era primeira-dama incluem Querido Socks, Querido Buddy (1998) e Um convite para a Casa Branca (2000).
Em 2003, lançou uma autobiografia de 562 páginas, Vivendo a História, publicada pela Simon & Schuster, que pagou a Hillary US$ 8 milhões. O livro estabeleceu um recorde de vendas na primeira semana para uma obra de não ficção, vendeu mais de um milhão de cópias no primeiro mês após a publicação, e foi traduzido para doze idiomas estrangeiros. Em 2014, publicou seu segundo livro de memórias, Escolhas Difíceis, que concentrou-se em seu mandato como secretária de Estado.
Em 2017, Hillary publicou seu terceiro livro de memórias, intitulado O Que Aconteceu, abordando a eleição presidencial do ano anterior. Na primeira semana após ser publicado, quebrou o recorde de vendas para livros de não ficção ao vender mais de 300 mil cópias.

## Imagem cultural e política

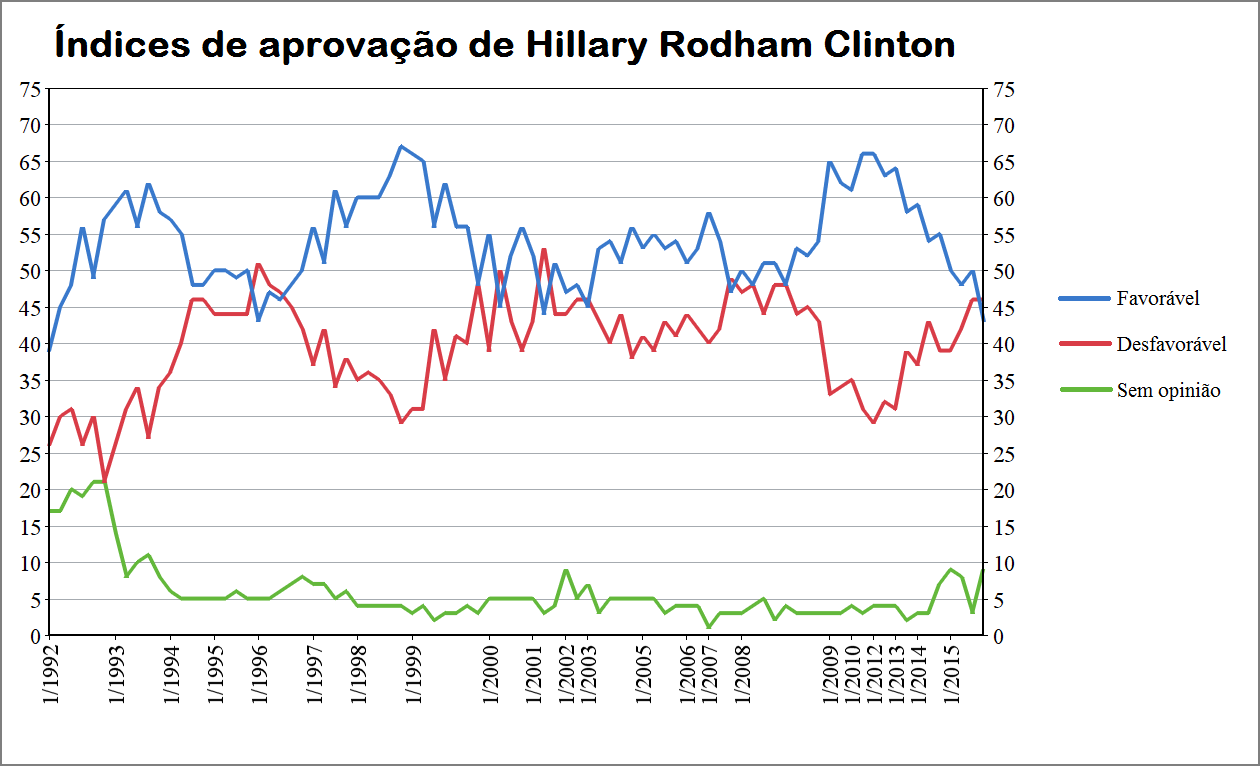
Índices de aprovação de Hillary Clinton desde 1992. As pesquisas mostram Hillary como uma primeira-dama controversa, que atingiu a menor aprovação após o fracasso do Hillarycare e a maior após o escândalo Lewinsky. As opiniões sobre ela estiveram nitidamente divididas no decorrer de sua campanha ao Senado em 2000, ligeiramente positivas ao longo de seu período como senadora, e novamente divididas durante sua campanha presidencial de 2008. Como secretária de Estado, desfrutou de uma aprovação generalizada, e, após deixar o cargo, viu sua aprovação diminuir, o que ocorreu de forma mais acentuada quando passou a ser vista como uma candidata presidencial

Hillary Clinton tem sido destaque na mídia e na cultura popular a partir de um amplo campo de perspectivas. Em julho de 1995, o escritor Todd Purdum do The New York Times a classificou como um teste de Rorschach, uma avaliação que foi ecoada na época pela escritora e ativista feminista Betty Friedan, que disse: "A cobertura de Hillary Clinton é um maciço teste de Rorschach da evolução das mulheres em nossa sociedade".
Hillary é frequentemente descrita na mídia e na cultura popular como uma figura polarizadora, mas alguns argumentam o oposto. Em 2007, um estudo de Valerie Sulfaro, professora de ciência política da Universidade James Madison, usou as pesquisas denominadas de "termômetro de sentimentos" dos Estudos das Eleições Nacionais Americanas (ANES, sigla em inglês), que medem as opiniões populares sobre figuras políticas, e concluiu que as pesquisas da ANES enquanto Hillary era primeira-dama dos EUA confirmam a "sabedoria convencional de que Hillary Clinton é uma figura polarizadora", e acrescentou a visão de que "[as pesquisas] concernentes a Hillary como primeira-dama tendiam a ser muito positivas ou muito negativas, com um constantemente razoável quarto dos entrevistados sentindo-se ambivalentes ou neutros". Em 2006, um estudo sobre polarização partidária conduzido por Gary Jacobson, professor de ciência política da Universidade da Califórnia em San Diego, revelou que, em uma pesquisa realizada em todos os estado do país sobre a aprovação do trabalho de seus senadores, Hillary teve a quarta maior diferença partidária entre todos os cem senadores, com uma diferença de 50% de aprovação entre os democratas e republicanos nova-iorquinos.
Em 2000, um estudo de Barbara Burrell, professora de ciência política da Universidade do Norte de Illinois, descobriu que os números de avaliação favoráveis de Hillary romperam nitidamente as linhas partidárias durante todo o seu período como primeira-dama, época em que teve uma aprovação de 70% a 90% entre os democratas e 20% a 50% entre os republicanos. Charles Franklin, professor de ciência política da Universidade do Wisconsin-Madison, analisou o seu registro de avaliações favoráveis versus as desfavoráveis em pesquisas de opinião pública e descobriu que houve mais variação de opinião durante seus anos de primeira-dama do que em seus anos de senadora. Durante seus anos no Senado, suas classificações favoráveis eram em torno de 50% e as desfavoráveis ficaram na faixa dos 40%; Franklin observou que "Esta divisão nítida é, claro, um dos aspectos mais amplamente comentados da imagem pública da senadora Clinton". Gil Troy, professor de história da Universidade McGill, intitulou sua biografia de 2006 sobre a então senadora de Hillary Rodham Clinton: Primeira-dama Polarizadora, e escreveu que, após a campanha de 1992, ela "era uma figura polarizadora, com 42 por cento [do público] dizendo que ela chegou mais perto de seus valores e estilo de vida do que as primeiras-damas anteriores e 41 por cento discordando". Troy escreveu ainda que Hillary Clinton "tem sido excepcionalmente controversa e contraditória desde que apareceu pela primeira vez na tela do radar nacional em 1992" e que ela "tem alternadamente fascinado, atormentado, cativado e consternado os americanos".

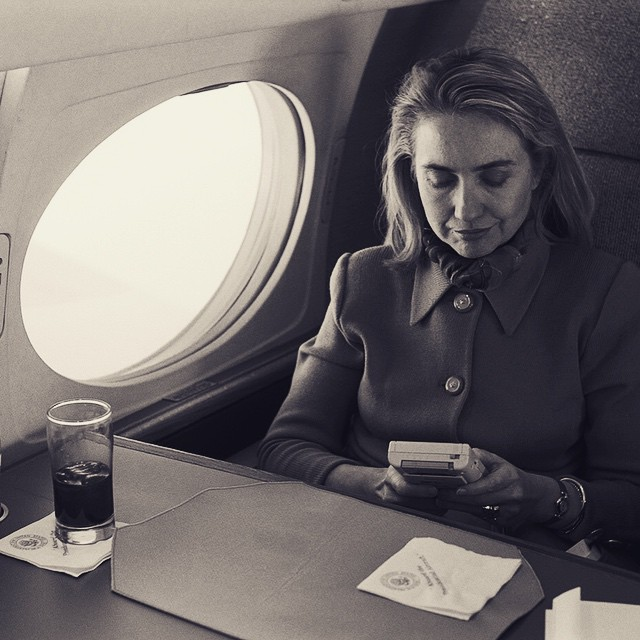
Hillary Clinton jogando Game Boy a bordo de um avião em abril de 1993

O estudo de Barbara Burrell também indicou que as mulheres consistentemente viam Hillary de forma mais favorável do que os homens durante seus anos de primeira-dama. Karrin Vasby Anderson, professora de estudos da comunicação da Universidade do Estado do Colorado, afirma que tem havido um viés cultural em relação a primeiras-damas tradicionais e uma proibição cultural para as primeiras-damas modernas; na época de Hillary, a posição de primeira-dama tornou-se um espaço paradoxo e heterogênico. Burrell, assim como os biógrafos Don Van Natta, Jr. e Jeff Gerth, notou que Hillary alcançou os mais altos índices de aprovação como primeira-dama no final de 1998, não por realizações profissionais ou políticas, mas por ter de ser vista como a vítima da infidelidade de seu marido. Kathleen Hall Jamieson, professora de comunicações da Universidade da Pensilvânia, viu Hillary como um exemplo do duplo vínculo. Lisa Burns, professora de estudos da mídia da Universidade Quinnipiac, acredita que os relatos da imprensa frequentemente enquadram Hillary como um exemplo da profissional moderna que trabalha ao mesmo tempo em que é mãe e da intrusa política interessada em usurpar o poder para si mesma. Charlotte Templin, professora de inglês da Universidade de Indianápolis, acredita que os cartunistas políticos usam uma variedade de estereótipos – tais como a inversão de gênero, a feminista radical e a esposa que o marido quer se livrar –  para retratar Hillary como uma violadora das normas de gênero.
Mais de cinquenta livros e trabalhos acadêmicos com diferentes perspectivas foram escritos sobre Hillary Clinton. Uma pesquisa realizada pelo The New York Observer em 2006 encontrou "uma virtual indústria caseira" de "literatura anti-Clinton", impressas pela Regnery Publishing e outras editoras conservadoras, e com títulos como Madame Hillary: A Estrada Escura para a Casa Branca, Esquema de Hillary: Por Dentro da Próxima Agenda Impiedosa dos Clinton para tomar a Casa Branca, e Ela Pode ser Parada? Hillary Clinton será a próxima presidente dos Estados Unidos, a menos.... Livros elogiando Hillary não venderam tão bem (exceto as memórias escritas por ela e seu marido). Quando concorreu ao Senado em 2000, grupos de angariação de fundos, como o Salve o Nosso Senado e o Comitê de Emergência para Parar Hillary Rodham Clinton, surgiram para se opor a ela. Van Natta Jr. descobriu que grupos republicanos e conservadores a viam como um bicho-papão, da mesma forma que viam Ted Kennedy, e o equivalente ao que os democratas e liberais achavam em relação a Newt Gingrich. Hillary tem sido alvo de inúmeras esquetes satíricas no Saturday Night Live desde seus dias como primeira-dama, e fez aparições neste programa em 2008 e 2015 juntamente com suas imitadoras.

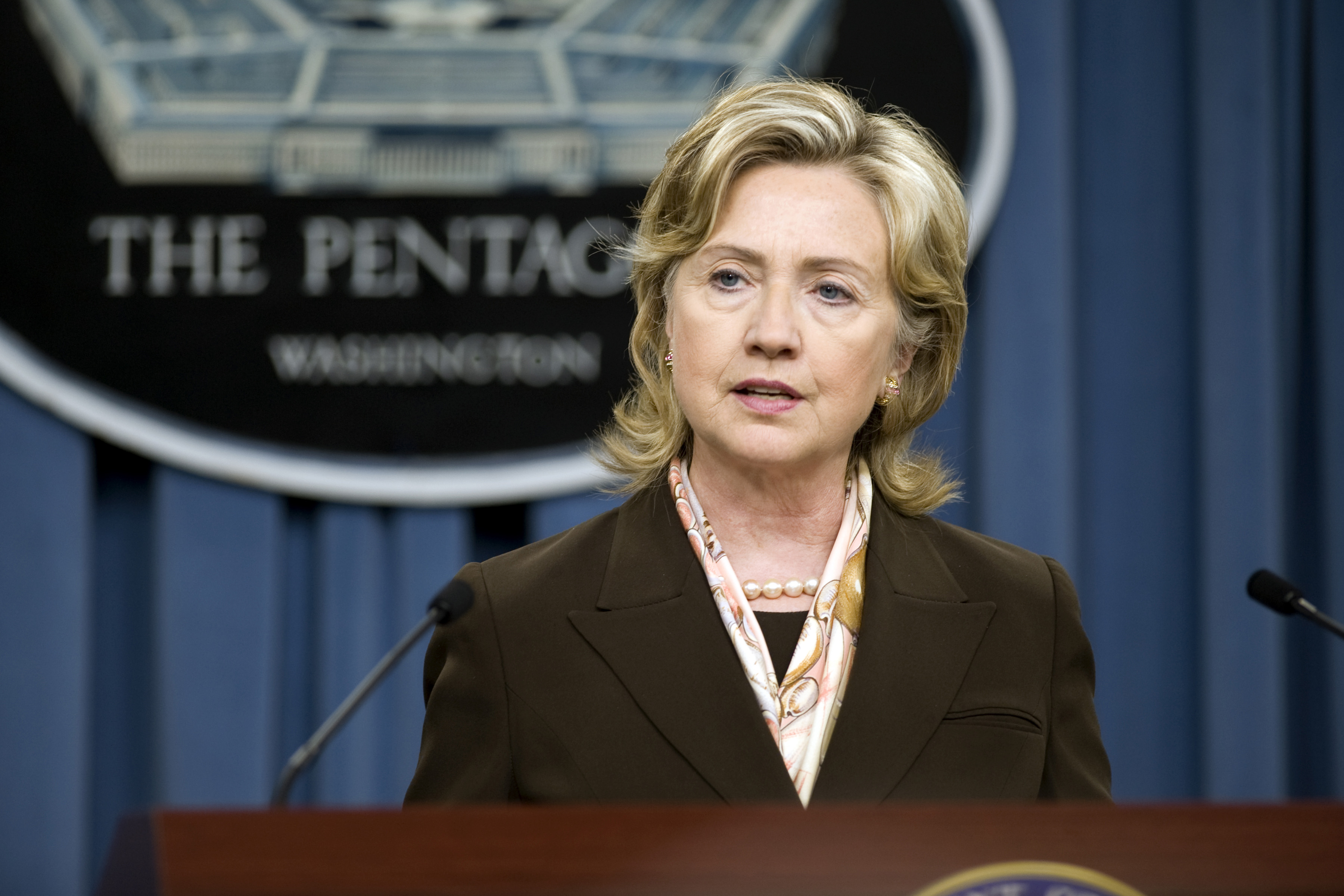
Hillary em uma coletiva de imprensa no Pentágono em abril de 2010

Nos estágios iniciais da campanha presidencial de 2008, uma capa da revista Time exibiu uma grande foto de Hillary com duas caixas de seleção rotuladas de "Amo Ela" e "Odeio Ela", enquanto a Mother Jones intitulou seu perfil de "Harpia, Heroína, Herege: Hillary". Em setembro de 2007, uma pesquisa realizada com blogueiros democratas indicou que ela era uma das candidatas menos desejada por eles, ao passo que figuras conservadoras como Bruce Bartlett e Christopher Ruddy declararam que uma eventual presidência de Hillary Clinton "não seria tão ruim depois de tudo". Até dezembro de 2007, a professora de comunicações Kathleen Hall Jamieson observou que havia uma grande quantidade de misoginia sobre Hillary na internet, incluindo no Facebook e em outros sites dedicados a representações que a reduziam à humilhação sexual. Jamieson notou, em resposta aos comentários generalizados sobre a risada de Hillary, que "Sabemos que há linguagem para condenar o discurso feminino que não existe para o discurso masculino. Chamamos a fala das mulheres de aguda e estridente. E o riso de Hillary Clinton estava sendo descrito como uma gargalhada". A expressão "cadela", que foi aplicada a ela ainda em seus dias como primeira-dama e é vista por Karrin Anderson como uma ferramenta de contenção contra as mulheres na política americana, floresceu durante a campanha de 2008, especialmente na internet, mas também através da mídia convencional. Após o seu "momento emocional" e incidentes relacionados ao período de preparação para a primária de Nova Hampshire em janeiro, o New York Times e o Newsweek descobriram que a discussão do papel de gênero na campanha tinha se mudado para o discurso político nacional. Jon Meacham, editor do Newsweek, resumiu a relação entre Hillary e o público americano, dizendo que os eventos de Nova Hampshire "trouxeram uma estranha verdade à luz: embora Hillary Rodham Clinton esteja na periferia ou no centro da vida nacional por décadas... ela é uma das mais reconhecíveis mas menos compreendidas figuras na política americana".
Uma vez que tornou-se secretária de Estado, sua imagem entre o público americano melhorou dramaticamente e virou uma das figuras mundiais mais respeitadas. Ela ganhou índices de aprovação consistentemente altos (em 2011, atingiu o segundo maior nível de aprovação de sua carreira, superado apenas na época do escândalo Lewinsky), e suas classificações favoráveis durante os anos de 2010 e 2011 foram as mais altas de qualquer figura política ativa do país. Um meme da internet em 2012, "Textos de Hillary", baseado em uma foto da então secretária sentada em um avião militar, usando óculos escuros e um telefone celular imaginando os destinatários e conteúdos de suas mensagens de texto, atingiu uma popularidade viral entre os jovens. Desde 1993, foi escolhida dezenove vezes a mulher mais admirada do país na pesquisa anual da Gallup e integra a lista das mulheres mais poderosas segundo a revista Forbes desde que o índice foi criado, em 2004.
No entanto, após deixar o Departamento de Estado e começar a ser vista no contexto da política partidária novamente, seus índices de aprovação caíram. Em setembro de 2015, com sua campanha presidencial de 2016 em curso e assolada por notícias constantes sobre seu uso de e-mail privado como secretária de Estado, seus índices de aprovação caíram para um de seus níveis mais baixos de sempre.